# Musikjahr 1685
Liste der Musikjahre

◄◄ | ◄ | 1681 | 1682 | 1683 | 1684 | Musikjahr 1685 | 1686 | 1687 | 1688 | 1689 | ► | ►►

Weitere Ereignisse
Dieser Artikel behandelt das Musikjahr 1685.

## Ereignisse

### Personalien
- Clamor Heinrich Abel ist bis 1685 Hoforganist und -violist am Hof Fürst Ernst Augusts in Hannover. Er kehrt vermutlich von hier zu seiner früheren Stelle nach Celle zurück.[1]
- Der schottische Countertenor, Komponist und Lautenist John Abell heiratet am 29. Dezember 1685 Lady Francis Knollys. Dies ruft einen gewissen Skandal hervor.[2]
- Nicola Acerbo wird am 2. September 1685 Maestro am Conservatorio di Santa Maria di Loreto in Neapel. Zuvor war er Vicemaestro neben Gaetano Veneziano.[3]
- Der italienische Sänger, Komponist und Instrumentenbauer Mario Agatea (1623–1699) wird Mitglied der Accademia Filarmonica in Bologna.[4]
- Joseph de Agurto y Loaysa (um 1625–1695) wird Kapellmeister an der Kathedrale von Mexiko-Stadt.[5]
- Henry Aldrich der Dekan der Christ Church in Oxford veranstaltet bis zu seinem Tod 1710 wöchentlich musikalische Treffen in seinen Räumlichkeiten am College. Von ihm werden 1685 fünf Catches in der Sammlung Catch That catch can von John Playford in London veröffentlicht.[6]
- Der italienische Sänger und Komponist Giulio d’Alessandri Chiapetta, zuvor Kapellmeister am Mailänder Dom, wird Kanoniker an San Nazaro in Mailand.[7]
- Der italienische Komponist Bonaventura Aliotti wird leitender Musiker des Senats, Maestro del Senato, in Palermo.[8]
- Miguel de Ambiela (1666–1733) wird Kapellmeister an der Kollegiatkirche in Daroca.[9]
- Georg Adam Arnold (1645–1711) wird Hoforganist in Bamberg.[10]
- Johann Christoph Bach beginnt bei Johann Pachelbel in Erfurt zu studieren.
- Giovanni Battista Bassani wird Kapellmeister der Bruderschaft der Accademia della Morte in Ferrara.
- Johann Beer wird zum Konzertmeister in Weißenfels ernannt.[11]
- Der Geiger Martino Bitti wird von Cosimo III. de’ Medici als Erster Violinist für seine Hofkapelle rekrutiert.[12]
- David Buterne († 1695) teilt sich ab dem 13. Oktober 1685 mit seinem Bruder Jean-Baptiste Buterne (1650–1725) die Stelle des Organisten an der Kirche St-Étienne-du-Mont in Paris.[13]
- Johann Melchior Caesar wird Nachfolger von Johann Melchior Gletle als Domkapellmeister in Augsburg.[14]
- André Campra, maître de musique an der Kathedrale St. Etienne in Toulouse, wird zum maître de musique bei den États de Languedoc in Montpellier zwischen dem 23. Oktober und 10. Dezember ernannt.[15]
- Francesco Cardarelli (1630–1700), Organist an der Basilika vom Heiligen Haus in Loreto, wird zum dortigen Vizekapellmeister ernannt.[16]
- Giovanni Maria Casini (1652–1719), Zweiter Organist an der Kathedrale von Florenz, wird zum dortigen Ersten Organisten ernannt.[17]
- Der italienische Komponist Sebastiano Cherici (1647–um 1703) wird in die Accademia Filarmonica in Bologna aufgenommen.[18]
- Am 8. Januar 1685 wurde Pascal Collasse als Nachfolger Henri Dumonts compositeur de la musique de la Chambre am französischen Hof.[19]
- Giovanni Paolo Colonna wird nach 1672 und 1674 zum dritten Mal zum Prinzipal der Accademia dei Filarmonici in Bologna gewählt.[20]
- Aus Dankbarkeit für die großzügige Förderung durch den Kardinal und Kunstmäzen Benedetto Pamphili widmet Arcangelo Corelli ihm seine 12 Triosonaten da camera op. 2, die er in diesem Jahr komponiert hat.
- Der siebzehnjährige François Couperin wird – wie die meisten Mitglieder seiner Familie – Organist an der Kirche St-Gervais in Paris.
- Johann Dominicus Deichel (1658–1713) wird am 1. April 1685 Hoforganist in München.[21]

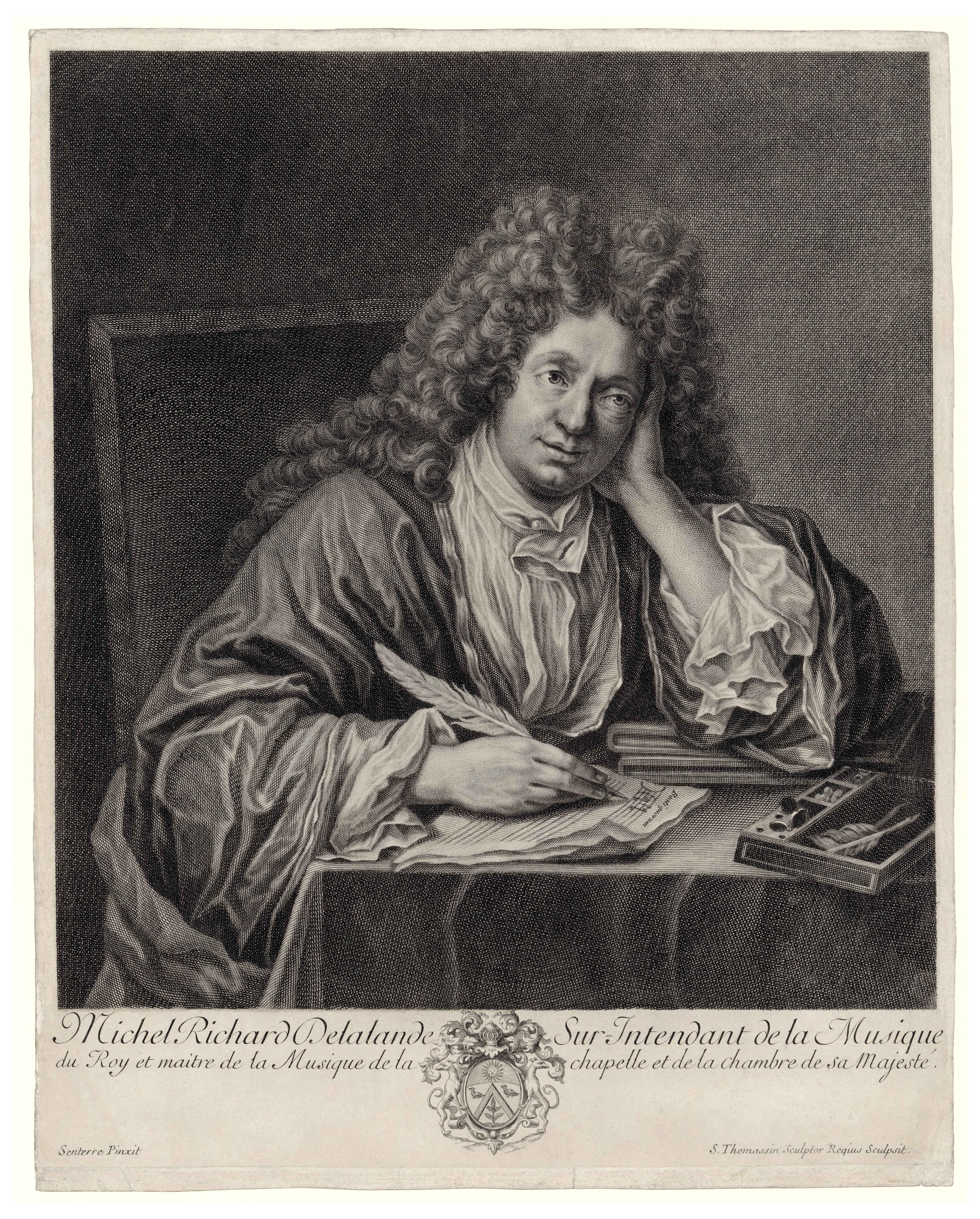
Michel Richard Delalande

- Michel-Richard Delalande wird von Ludwig XIV. im Januar zu seinem Hofkomponisten für Kammermusik, compositeur de la musique de la chambre, ernannt.[22]
- Claude Desgranges wird Mitglied der Catholic Chapel Jakobs II. von England.[23]
- Henri-Denis Dupont (1664–1727) wird als Nachfolger seines Lehrers Jean-Guillaume Lexhy Erster Organist an der Lambertuskathedrale von Lüttich.[24]
- Der spanische Organist Sebastián Durón war bis zum 24. September Zweiter Organist an der Kathedrale von Sevilla. Ab Oktober wird er Erster Organist an der Kathedrale von Burgo de Osma.[25]
- Daniel Eberlin wird nach seiner Rückkehr aus Kassel zum zweiten Mal Hofkapellmeister in Eisenach.[26]
- Der Komponist und Bassviolinist Solomon Eccles (1649–1710), der englische Komponist und Violinist Thomas Farmer und der Sänger John Gostling werden unter anderen Mitglieder der neu organisierten Private Music Jakobs II. von England.[27][28][29]
- Der Organist Christian Edelmann wird in Weißenfels zum Hoforganist ernannt.[30]
- Der spanische Komponist und bisherige Domkapellmeister der Kathedrale von Lérida Manuel de Egüés wird ab 23. November Domkapellmeister an der Kathedrale von Burgos.[31]
- Der deutsche Theologe, Dichter und Librettist Heinrich Elmenhorst veröffentlicht in Hamburg die Kirchenliedsammlung Geistliches Gesangbuch.[32]
- Der italienische Organist und Komponist Giuseppe Fabbrini wird Domkapellmeister an der Kathedrale von Siena. Diese Stellung hat er bis 1704 inne. Zuvor und danach wirkte er an gleicher Stelle als Organist.[33]
- Giovan Pietro Franchi wird Maestro di Cappella des Herzogs Domenico Spadafora von Maletto und Venetico.[34]
- Johann Joseph Fux übernimmt ab August die Organistenstelle an St. Moritz in Ingolstadt.[35]
- Der seit 1675 amtierende Kapellmeister der Kollegiatkirche Basílica de Santa María de Mataró in Mataró José Gas († 1713) wird zum Kapellmeister an Santa María del Mar in Barcelona ernannt.[36]
- Francesco Gasparini, der schon 1684 in die Accademia Filarmonica aufgenommen wurde, wird am 17. Mai dazu als Komponist aufgenommen.[37]
- Christian Geist wird Nachfolger des verstorbenen Organisten Johann Martin Radeck an der Trinitatis Kirke und der Helligåndskirke in Kopenhagen. Dies wird durch seine Heirat mit Radecks Witwe Magdalene Sybille am 1. Mai bestätigt.[38]
- Der Kastrat und Komponist Nicolò Giovanardi (auch Zanardi) (1661–1729) wird Mitglied der Accademia Filarmonica in Bologna.[39]
- Vincenzo de Grandis wird Kapellmeister an der Basilika vom Heiligen Haus in Loreto. Er hat diese Stellung bis 1692 inne.[40]
- Der sächsische Kurfürst Johann Georg III. hört auf seiner Venedigreise im Karneval 1685 die berühmte Sopranistin Margherita Salicola und den als „il Cortona“ bekannten Kastraten Domenico Cecchi in Carlo Pallavicinos Oper Penelope la casta (Libretto: Matteo Noris).[41][42] Johann Georg lässt alle drei Musiker (Sänger und Komponist) nach Dresden engagieren, um dort mit der Gründung eines Opernhauses die italienische Oper wiederzubeleben. Das Engagement von Margherita Salicola führt jedoch zu verheerenden diplomatischen Verwicklungen, da Ferdinando Carlo von Gonzaga-Nevers, Herzog von Mantua, sie für sich beansprucht und nicht vor Attentaten zurückschreckt.[43] Die Affaire kann nur durch Vermittlung des bayerischen Kurfürsten Maximilian II. Emanuel beigelegt werden. Von 1674 bis 1685 war Pallavicino Chormeister am Ospedale degli Incurabili in Venedig.[44]
- Andreas Kneller wird Organist an der Petrikirche in Hamburg.[45]
- August Kühnel gibt am 23. November in London ein Konzert. Es ist das erste belegbare öffentliche Erscheinen des Instruments Baryton in England.[46]
- Flavio Carlo Lanciani (1661–1706) wird zum Kapellmeister an Santa Cecilia in Trastevere ernannt.[47]

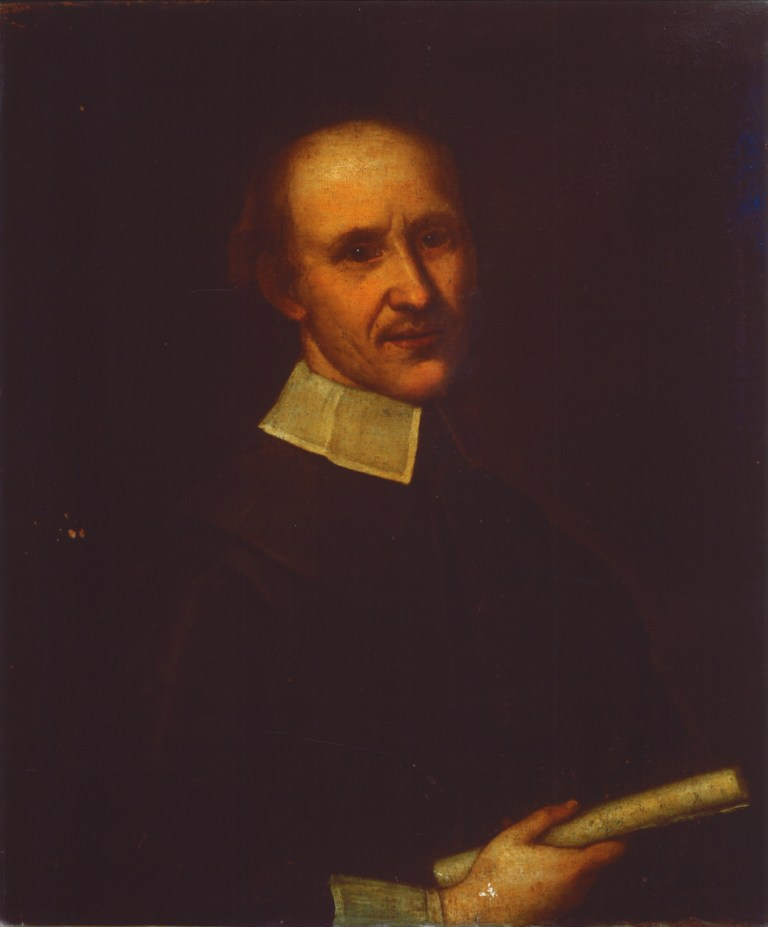
Giovanni Legrenzi

- Giovanni Legrenzi wird nach dem Tod Natale Monferratos am 16. April 1695 zum Maestro di Cappella (Kapellmeister) am Markusdom in Venedig gewählt.[48]
- Der englische Sänger, Violinist und Komponist John Lenton (1657–1719) wird am 10. November in Chapel Royal Jakobs II. von England aufgenommen.[49]
- Der italienische Sänger, Komponist und Impressario Carlo Ambrogio Lonati steht als Virtuose in Diensten von Ferdinando Carlo von Gonzaga-Nevers des Herzogs von Mantua.[50]
- Paolo Lorenzani wird am 20. Juni zum Musikdirektor am Konvent der Theatiner in Paris berufen.[51]
- Als öffentlich ruchbar wird, dass Jean-Baptiste Lully eine Affaire mit einem Pagen hat und sich an den Orgien der Herzöge von Orléans und Vendôme beteiligte, fällt er bei Ludwig XIV. in Ungnade.
- Nach der Rückkehr von einer Studienreise zu Jean-Baptiste Lully in Paris tritt Rupert Ignaz Mayr in München wieder als Violinist und Kammermusiker in die Dienste Kurfürst Max Emanuels.[52]
- Valentin Molitor wird Kapellmeister in der Fürstabtei St. Gallen.[53]
- Bartolomeo Monari wird Organist an San Giovanni in Monte in Bologna.[54]
- Juan Francisco de Navas wird Erster Harfenist am Hof in Madrid als Nachfolger des verstorbenen Juan Hidalgo de Polanco.[55]
- Wolfenbüttel: La cuna del redentore von Giuseppe Pacieri wird zwei Jahre nach der Uraufführung in Rom unter dem Titel Musica alla vigilia del S.to Natale von der Hofkapelle des Fürsten Anton Ulrich von Braunschweig-Wolfenbüttel aufgeführt.[56]
- Gian Domenico Partenio (vor 1650–1701) wird Vizekapellmeister an San Marco in Venedig. Er folgt Giovanni Legrenzi, der die Stelle des Domkapellmeisters übernimmt.[57]
- Guillaume Poitevin über nach fünfjähriger Pause zum zweiten Mal die Stelle des Kapellmeisters, maître de musique, an der Kathedrale Saint-Sauveur in Aix-en-Provence.[58]
- Der Sänger Antonio Predieri (1650–1710) wird in die Accademia Filarmonica in Bologna aufgenommen.[59]
- Henry Purcell komponiert anlässlich der Krönung von Jakob II. und seiner Frau Maria von Modena am 23. April 1685 zwei seiner bekanntesten Anthems, I was glad als Introitus der Zeremonie und My heart is inditing.[60] Zur Aufführung kommen auch Zadok the Priest von Henry Lawes und von John Blow Let thy hand be strengthened und God spake some time in visions.[61]
- Nicholas van Rans wird Kapellmeister der königlichen Kapelle in Brüssel. Diese Stellung hat er bis 1698 inne.[62]
- Diego José de Salazar wird am 26. November 1685 als Nachfolger von Alonso Xuárez Kapellmeister an der Kathedrale von Sevilla.[63]
- Der deutsche Komponist und Lehrer Johann Matthäus Schmiedeknecht (1660–1715) wird Kantor in Gotha.[64]
- Die Serenata Il concerto degli Dei e delle Muse von Giuseppe Serini (1645–nach 1685) wird bei der Hochzeit des bayerischen Kurfürsten Maximilian Emanuel II. mit Maria Antonia von Österreich am 15. Juli 1685 aufgeführt.[65]
- Marino Silvani übernimmt die für ihre Editionen für Saiteninstrumente bekannte Druckerei von Giacomo Monti.[66]
- Antonio Stradivari stellt die heute unter den Namen Arma Senkrah und MacKenzie ex Castelbarco bekannten Geigen fertig.
- Franz Matthias Techelmann (1649–1714) wird Zweiter Organist der Wiener Hofkapelle. Diese Stellung hatte er bis zu seinem Tod 1714 inne.[67]
- Johann Theile wird als Nachfolger von Johann Rosenmüller Kapellmeister in Wolfenbüttel.[68]
- Pier Francesco Tosi wird wegen Verfehlungen aus dem Chor der Kathedrale Mailand entlassen.[69]
- Christian Friedrich Witt studiert 1685/86 Komposition und Kontrapunkt bei Georg Caspar Wecker in Nürnberg.[70]
- Antonio Vivaldis Vater Giovanni Battista Vivaldi wird am 23. April als Violinist an San Marco in Venedig engagiert.[71]
- In Weißenfels wird ein Operntheater eröffnet.

### Opern und andere Bühnenwerke
- Giovanni Battista Bassani
  - Falarido tiranno d’Agrigento, Dramma per musica in 3 Akten, Libretto: Adriano Morselli, uraufgeführt im Teatro Sant’Angelo in Venedig
  - L’Alarico, rè de’ Goti, Libretto: Borso Bonacossi, Dramma per musica in 3 Akten, Ferrara; OCLC 1001110907; Digitalisat (PDF; 11 MB) Warburg Institute der University of London.
- Sébastien de Brossard – Pyrame et Thisbé (verschollen)[72]
- Giovanni Lorenzo Cattani – Il Pellegrino, Melodramma in drei Akten auf ein Libretto von Giovanni Andrea Moniglia, uraufgeführt im Palazzo Pitti in Florenz am 14. August[73]
- Francesco Cavalli – Die schon 1648 in Venedig uraufgeführte Oper Giasone [Jason] auf ein Libretto von Giacinto Andrea Cicognini wird unter dem Titel Il trionfo d’Amor delle vendette in Genua wiederaufgeführt.[74]
- Marc-Antoine Charpentier
  - 23. September: Uraufführung der Comédie-Française von Les amours de Vénus et Adonis H 507 von Marc-Antoine Charpentier. Das Libretto stammt von Jean Donneau de Visé
  - Les arts florissants, Idyle en musique H 487. Divertissement fünf Szenen für sieben Stimmen, sechsstimmigen Chor, zwei Flöten, zwei Diskant-Violen und Basso continuo[Digitalisat 1]
  - La couronne de fleurs, Pastorale (Molière) H 486. Pastorale, drei Szenen für acht Stimmen, fünfstimmigen Chor, zwei Diskant-Violen und Basso continuo[Digitalisat 2]
  - La fête de Rueil, H 485. Pastorale, sieben Szenen für sechs Stimmen, Chor, zwei Traversflöten, zwei Flöten, zwei Oboen, fünfstimmige Streicher und Basso continuo
  - Il faut rire et chanter: dispute de bergers H 484. Pastorale für 4 Stimmen, fünfstimmigen Chor, 2 Diskant-Instrumente und Basso continuo
  - Le malade imaginaire rajusté autrement pour la 3ème fois H495b
- Antonio Draghi
  - I varii effetti d’amore. Libretto: Nicolò Minato, Introduzione ad un balletto (1 Akt), uraufgeführt am 16. Januar 1685 in der Hofburg in Wien (Musik verschollen)
  - La più generosa Spartana. Libretto: Nicolò Minato, Introduzione ad un balletto (1 Akt), uraufgeführt am 10. Juni 1685 in der Hofburg in Wien.
  - Il palladio di Roma. Libretto: Nicolò Minato, Dramma pr musica in drei Akten mit Beiträgen von Leopold I., uraufgeführt am 17. September 1685 in der Hofburg in Wien.
  - Il rissarcimento della ruota. Libretto: Nicolò Minato, Introduzione ad un balletto (1 Akt), uraufgeführt am 15. November 1685 in der Hofburg in Wien.
  - 01. Februar: Giuseppe Fabbrini – La Genefieva, Libretto: Girolamo Gigli, Erstaufführung im Collegio Tolomei in Siena, Musik verschollen
- Giovanni Domenico Freschi
  - Teseo tra le rivali, Libretto: Aurelio Aureli, uraufgeführt am 7. Februar im Teatro San Angelo in Venedig (Musik verschollen)
  - Gl'amori d’Alidaura, Libretto: Francesco Maria Piccioli, uraufgeführt im August in Piazzola sul Brenta (Musik verschollen)
- Domenico Gabrielli
  - Teodora Augusta (Dramma per Musica, Libretto: Adriano Morselli, 1685, Venedig)
  - Clearco in Negroponte (Dramma per Musica, Libretto: Antonio Arcoleo, 1685, Venedig), enthält die heute noch im Repertoire von Sängern befindliche und aufgeführte Arie Bellezza tiranna, languisco per te
  - Rodoaldo, re d’Italia (Dramma per Musica, Libretto: Tommaso Stanzani, 1685, Venedig)
- Francesco Gasparini
  - Le luci tue che giri, Madrigal für Alt, Tenor und Bass
  - 28. Januar: Pierre Gautier (um 1642–1696) – Le triomphe de la paix, Libretto: Pierre Gautier. Das Werk wurde als erste Oper in Marseille uraufgeführt. Lully hatte Gautier am 8. Juli 1684 die Erlaubnis erhalten, das erste Opernhaus in der Provinz zu eröffnen. (verschollen)[75][76]
- Antonio Giannettini
  - Il giuditio di Paride; trattenimento da camera, 1 Akt; Venedig, Juni 1685
  - La Fedeltà consolata dalla Speranza; Libretto: Nicolò Beregan, Serenata; Venedig, August 1685
- Louis Grabu:
  - 03. Juni: Albion and Albanius, Libretto: John Dryden. Uraufführung im Dorset Garden Theatre in London, enthält den heute noch im Repertoire von Sängern befindlichen und aufgeführten Song O, jealousy. Die erste Fassung der Oper vollendete Grabu an Weihnachten 1684. Im Januar 1685 fanden mindestens drei Proben statt an denen König Karl II. beiwohnte. Doch sein unerwarteter Tod am 6. Februar verhinderte eine öffentliche Aufführung. Erst einige Monate später, nachdem Dryden und Grabu das Ende abgeändert hatten, fand im Juni die Uraufführung statt. Als am 13. Juni die Nachricht der Rebellion von James Scott, dem 1. Duke of Monmouth London erreichte, wurden Aufführungen der Oper bis auf weiteres ausgesetzt.[77]
- Flavio Carlo Lanciani – Il Visir, amante geloso, overo Le disgrazie di Giurgia, uraufgeführt im Palazzo Ugo e Fabio Accorimboni in Rom im Januar
- Giovanni Legrenzi – Ifianassa e Melampo (Libretto: Giovanni Andrea Moniglia, Uraufführung im September in der Villa Medici von Pratolino im Auftrag von Ferdinando de’ Medici)[78]
- Kaiser Leopold I. – Die Ergetzungstund der Sclavinnen aus Samien, Schauspielmusik

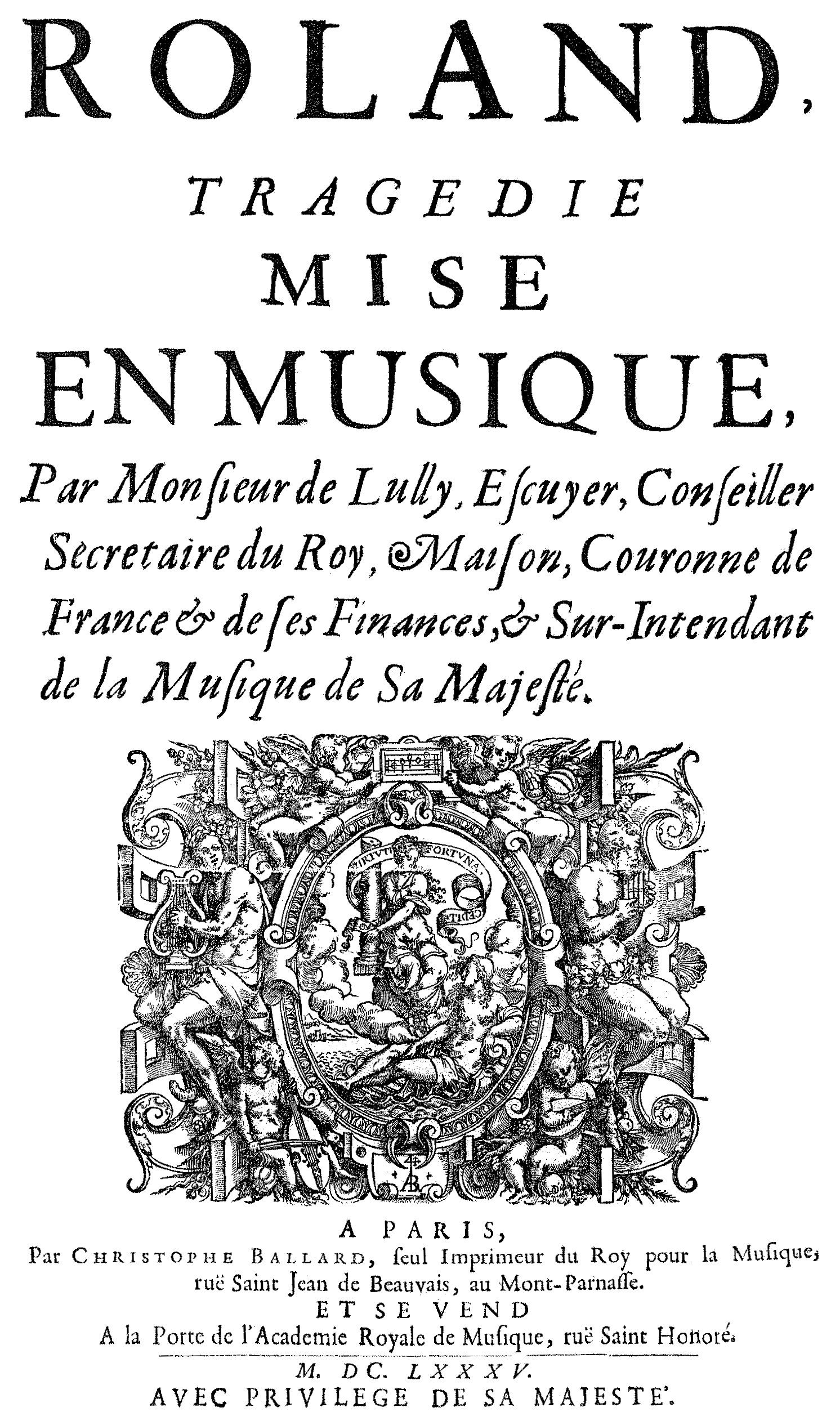
Roland, Titelseite der Partitur, Paris 1685

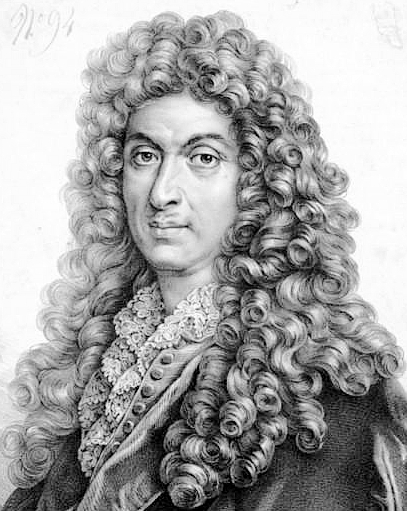
Jean-Baptiste Lully

- 18. Januar: Die Oper Roland (Tragédie lyrique in einem Prolog und fünf Akten) (LWV 65) auf das Libretto von Philippe Quinault hat Uraufführung in Versailles. Das Libretto basiert auf Ludovico Ariostos Versepos Orlando furioso von 1516. Bei der Uraufführung singen in Anwesenheit von Ludwig XIV. Le Sage (Demogorgon), Dupeyré (Fee principale und Logistille), Marthe Le Rochois (Angélique), Armand (Témire), Louis Gaulard Dumesnil (Médor), Jean Dun „père“ (Ziliante), François Beaumavielle (Roland), Antoine Boutelou (Astolfe), Jacques Cochereau (Coridon), Marie-Catherine Poussin (Belise), Claude Desvoyes (Tersandre) und Françoise Dujardin (La Gloire). Roland wird zwei Monate lang wöchentlich im Theater der Reitschule in Versailles gespielt, bis die Pariser Oper (die Académie royale) am 8. oder 9. März die Produktion übernimmt. Die dortige Aufführungsreihe dauert bis zum November. Das Werk wurde im selben Jahr vom Musikverleger Christophe Ballard (1641–1715) in Paris gedruckt.[Digitalisat 3]
  - Im März 1685 findet eine Aufführung ohne Bühnenbild und Maschinerie der Oper Amadis in Versailles statt.
  - 16. Juli: Uraufführung des Bühnenwerks L’Idylle sur la paix (LWV 68) von Jean-Baptiste Lully auf das Libretto von Jean Racine.[Digitalisat 4]
  - 20. Oktober: Uraufführung des Bühnenwerks Le Temple de la paix (LWV 69) von Jean-Baptiste Lully auf das Libretto von Philippe Quinault.
- Carlo Pallavicino
  - Massimo Puppieno, Libretto: Aurelio Aureli, uraufgeführt am 6. Januar in Venedig
  - Penelope la casta, Libretto: Matteo Noris, uraufgeführt am 28. Januar im Karneval von Venedig im Teatro San Giovanni Crisostomo Carlo Pallavicino. Es singen Margherita Salicola in der Titelrolle und der berühmte Kastrat Cortona.
- Bernardo Pasquini – L’Arianna, uraufgeführt am 3. Februar im Palazzo Colonna in Rom
- Giovanni Battista Pederzuoli
  - Le ricchezze della madre dei Gracchi (‘introduzione a un balletto’), uraufgeführt am 6. Januar in Wien
  - Didone costante, uraufgeführt in der Karnevalsaison in der Wiener Hofburg (Musik verschollen)
  - Musica, pittura e poesia, Trattenimento Musicale, Libretto: Nicolò Minato, uraufgeführt am 24. Juli im Bellaria der Wiener Hofburg
  - Scherzo musicale in modo di scenica rappresentazione, Libretto: Nicolò Minato
- Giacomo Antonio Perti – Oreste in Argo, Libretto: Giacomo Antonio Bergamori, uraufgeführt in Modena
- Carlo Francesco Pollarolo
  - Il demone amante, overo Giugurta, Libretto: Matteo Noris, uraufgeführt im Teatro Sant’Angelo in Venedig im Dezember 1685
  - L’Anagilde, ovvero Il Rodrigo, Reggio nell’Emilia, April 1685. Es singt die Sängerin Barbara Riccioni († 1707)
- Alessandro Scarlatti – Olimpia vendicata, Libretto: Aurelio Aureli, Dramma per musica in 3 Akten, uraufgeführt am 23. Dezember im Palazzo Reale in Neapel
- Agostino Steffani
  - Audacia e rispetto, „torneo“; Libretto: Ventura Terzago; Karneval 1685, München, Hoftheater; verschollen
  - Solone, „dramma per musica“ in drei Akten; Libretto: Ventura Terzago; Januar 1685, München, Hoftheater; verschollen
- Giuseppe Felice Tosi – Aladario, uraufgeführt am 20. Januar im Palazzo Bonacossi in Ferrara
- Marc’Antonio Ziani
  - L’Alcibiade, Aufführung in Modena
  - La finta pazza di Ulisse (Libretto: Matteo Noris)[79]
  - Tullo Ostilio, Alba soggiogata da Romani, Libretto: Adriano Morselli, Dramma per musica, Uraufführung im Teatro San Salvatore in der Karnevalsaison 1685 in Venedig.[79]

### Oratorium, Sepulcrum und Kasualien
- Cataldo Amodei (1650–1695):
  - L’innocenza infetta dal pomo, Oratorium (Neapel)
  - Il flagello dell’empietà, Oratorium (Neapel)
- Giovanni Battista Bianchini († 1708):
  - Lazarus,divina olim voce redivivus musico nunc carmine, Oratorium, Uraufführung in der Lateranbasilika in Rom (Digitalisat im Internet Archive)

John Blow:

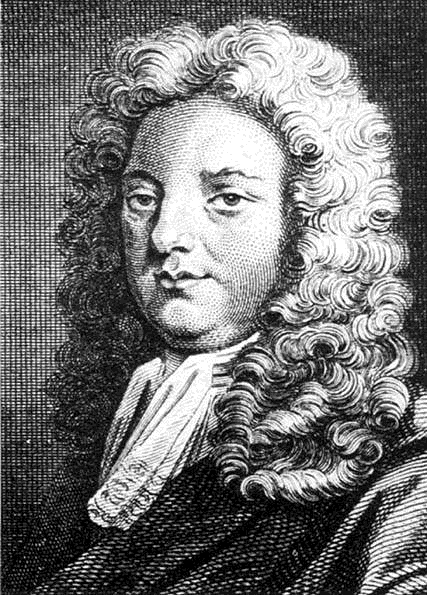
John Blow

- - My trembling Song awake, New Year’s ode (1. Januar), Text: Thomas Flatman (1637–1688) OCLC 606589465 RISM ID: 112205
  - How does the new-born infant year, New Year’s ode, für S, A, T, B, SATB zwei Violinen, Viola und Basso continuo RISM ID: 806042865
  - Behold, O God our defender, Anthem für die Krönung Jakobs II. RISM ID: 806155973
  - God spake sometime in visions, Anthem für die Krönung Jakobs II., SSAATBBB, zwei Violinen, Viola, Basso continuo und Orgel RISM ID: 806047500
  - Let thy hand be strengthened, Anthem für die Krönung Jakobs II. OCLC 221545563[Digitalisat 5]
- Giovanni Battista Brevi (1650–1725)
  - Il trionfo della gloria nelle mestitie del Brenno, Oratorium, Bergamo
  - Il trionfo di S Antonio da Padoa contro il vizio, la morte e il demonio, Oratorium, Bergamo
- Marc-Antoine Charpentier:
  - Epithalamio in lode dell’Altezza Serenissima Elettorale di Massimiliano Emanuel Duca di Baviera concento a 5 voci con stromenti ‘O del Bavaro soglio’, Kantate H 573
- Antonio Draghi
  - Il prezzo dell'humana redentione, Sepolcro, Text: Nicolò Minato, uraufgeführt am 20. April (Musik verschollen)
- Innocenzo Fede:
  - Judith Bethuliae obsessae, Oratorium, uraufgeführt in Santissimo Crocifisso in Rom (verschollen)
- Giovanni Lorenzo Lulier:
  - Santa Vittoria, Oratorium, Libretto: Benedetto Pamphilj, uraufgeführt am 2. März 1685 am Seminario Romano in Rom
- Rupert Ignaz Mayr:
  - Ach wie geschieht mir kanns nicht fassen, Trauermusik zum Tod Marquard II. Schenk von Castell am 18. Januar RISM ID: 1000000454
- Alessandro Melani:
  - Golia abbatuto, Oratorium, uraufgeführt in Rom
- Francesco Passarini:
  - l sacrifizio d’Abramo, Oratorium, Libretto: G.B.F. Lutti, uraufgeführt in Wien
- Giacomo Antonio Perti:
  - Abramo Vincitor de’ propri affetti, Oratorium, aufgeführt in Modena, Erstaufführung 1683 in Bologna[80]
  - Il Mosè conduttor del popolo ebreo, Oratorium Modena OCLC 62615581[80]
  - Oratorio della Passione, Bologna[80]
- Henry Purcell:
  - I was glad, Anthem für die Krönung Jakobs II. OCLC 1075770052[Digitalisat 6]
  - My heart is inditing, Anthem für die Krönung Jakobs II. (Z 30) OCLC 837754894
- Alessandro Scarlatti:
  - Il trionfo della gratia, Oratorium, Libretto: Benedetto Pamphilj
  - Il martirio di Santa Teodosia, Oratorium, Modena OCLC 48010138
- Giovanni Battista Vitali:
  - Donde avien ch’ tutt'ebro di vera gioia l’universo (‘Per l’Accademia della Coronatione delle Regina d’Inghilterra, Maria Beatrice nata nel 1665 … incoronata Regina d’Inghilterra il 3 Maggio 1685’) Das Werk wurde für eine Akademie zur Krönung Maria Beatrice d’Estes als Königin von England am 3. Mai 1685 aufgeführt.[81]

### Instrumentalmusik

#### Orchester und Violine
- Pirro Albergati – Balletti, Correnti, Sarabande e Gighe a Violino e Violone, con il secondo Violino a Beneplacito op. 1, Neuauflage (Giacomo Monti, Bologna, 1685) OCLC 1061635040
- Giovanni Bononcini
  - op. 1: 12 Trattenimenti da camera à tre, due violini, e violone, con il basso continuo per il cembalo (Giacomo Monti, Bologna, 1685) OCLC 498404479
  - op. 2: 12 Concerti da camera à tre (Giacomo Monti, Bologna, 1685) OCLC 30125197
  - op. 3: 12 Sinfonie a 5, 6, 7, e 8 strumenti, con alcune à una è dué trombe, servendo ancora per violini (Bologna, 1685)[Digitalisat 7]

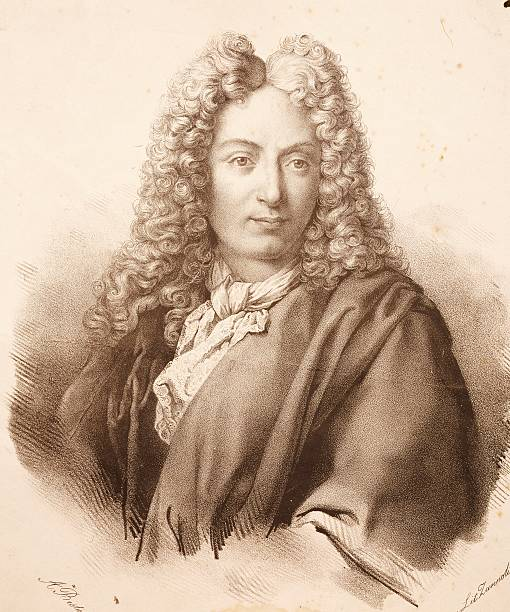
Arcangelo Corelli

- Arcangelo Corelli – 12 Triosonaten da camera, op. 2[Digitalisat 8]
- Carlo Fedeli – 12 Suonate für 2 bis 4 Instrumente op. 1, Venedig
- Giovanni Pietro Franchi
  - La cetra sonora (Sonaten) a 3 mit Basso continuo op. 1 (Rom)[Digitalisat 9]
- Andrea Grossi – Sonate a trè, due Violini, e Violone, con il Basso Continuo per l’Organo op. 4, Bologna
- Jean-Baptiste Lully
  - Airs pour le carrousel de Monseigneur
  - Airs pour Mme la dauphine
  - Marches pour le régiment de Savoie
  - Pleusiers pièces de symphonie
- Monsieur de Machy – Pièces de violle[Digitalisat 10]

- Nicola Matteis

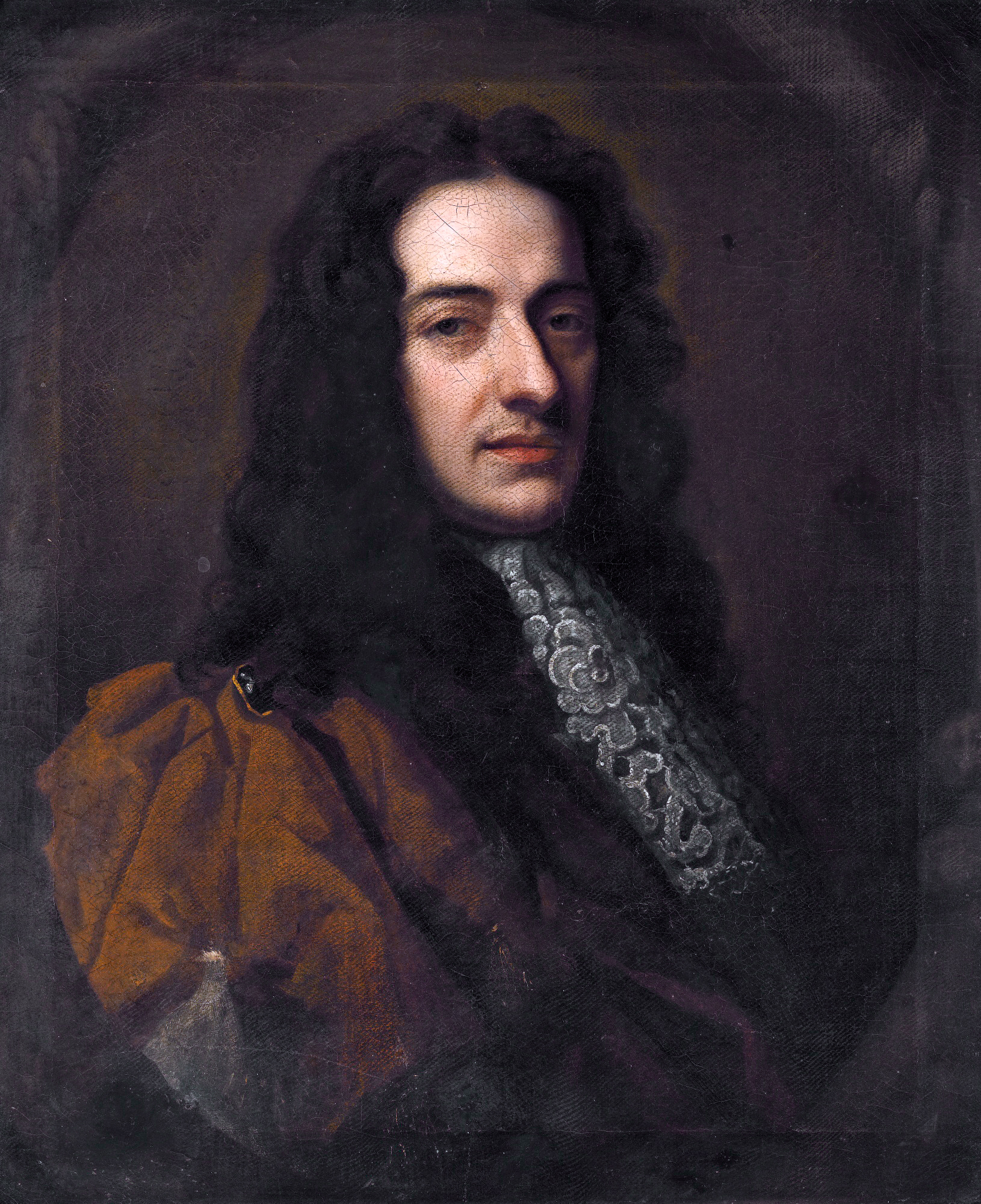
Nicola Matteis

  - Ayrs for the violin, Band 3 und Band 4[Digitalisat 11]
  - Concerto di trombe a tre trombette[82]
- Johann Christoph Pezel –
  - Fünfstimmige blasende Music, 1685 (Sonaten für 3 Posaunen und 2 Zinken) OCLC 74354812[Digitalisat 12]
  - Musica curiosa Lipsiaca, Leipzig, 1685 oder 1686 (verschollen)
- André Danican Philidor – Pièces de trompettes et timballes, 1. Buch, 55 Stücke für Trompete und Pauke
- Ferdinand Tobias Richter
  - Sonata a 7
  - Baletti a 4, 5
  - Sonate a 4, 6–8
- Jakob Scheiffelhut – Lieblicher Frühlings-Anfang oder Musicalischer Sayten-Klang, 48 Praeludien, Allemanden, Couranten, Ballo, Sarabanden, Arien und Giquen für zwei Violinen, Viola, Violone und Basso continuo
- Giovanni Battista Vitali
  - Varie sonate alla francese e all'itagliana a sei strumenti op. 11 (Modena)[Digitalisat 13]
  - Balli in stile francese a cinque strumenti op. 12 (Modena) Das Werk enthält neun Suiten mit je drei oder mehr Tanzsätzen.[83]

#### Orgel
- Nicolas Gigault – Livre de musique pour l’orgue … plus de 180 pièces … pour servir sur tous les jeux à 1, 2, 3, et 4 claviers et pedalles en basse et en taille[Digitalisat 14]
- Nicolas Lebègue – Troisième livre d’orgue (3. Orgelbuch, 1685): 10 Offertorien, 8 Élévations, 9 Noëls (Weihnachtslieder), 4 Symphonies und das Charakterstück Les cloches (Die Glocken)[Digitalisat 15]

### Vokalmusik

#### Geistlich
- Pirro Albergati
  - Cantate morali a voce sola op. 3, Giacomo Monti, Bologna, 1685 RISM ID: 990000605 OCLC 29504469
  - Già ch’Amor così vuole, in Melpomene coronata da Felsina, Kantate, Giacomo Monti, Bologna, 1685 RISM ID: 993122021

- Wolfgang Carl Briegel:

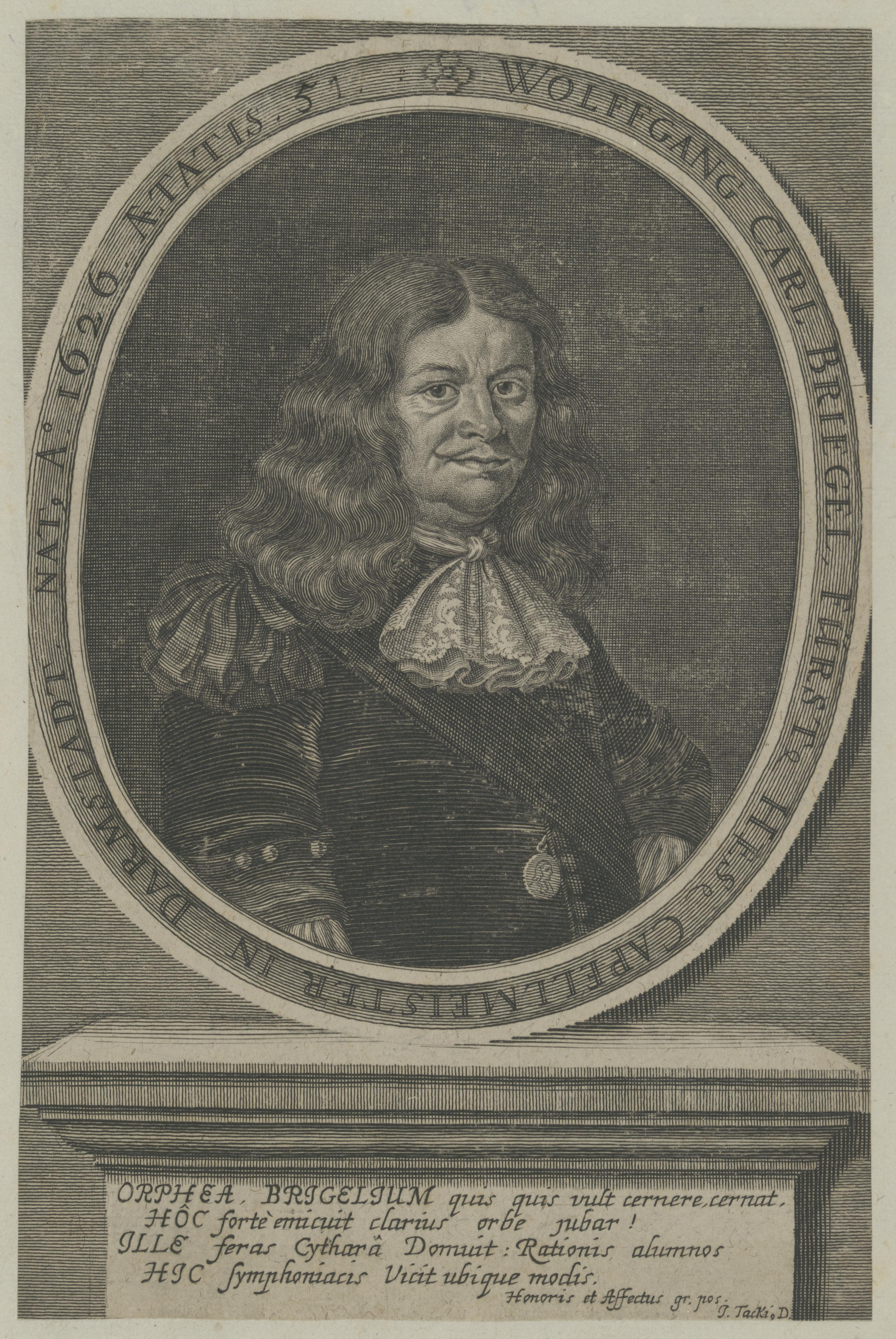
Wolfgang Carl Briegel

  - Cithara Davidico-Evangelica oder Davidische Evangelische Harpffen: ausz prophetischen Psalm-Sprüchen, über die Sonn- und Feyer-Tägliche Evangelia, In kurtze, heutiger Sing-Art übliche, Verse gebracht, nun in leichter Composition, mit Sing- und Instrumental-Stimmen, beneben einem General-Baß, OCLC 94407629712 kleine Kantaten nach Psalmgedichten von Johann Georg Braun; OCLC 165704473; Digitalisat Sachsen digital der SLUB Dresden.
- Cristoforo Caresana
  - Dixit Dominus (Psalm 109) für fünf Singstimmen mit Instrumenten
  - Confitebor (Psalm 110) für drei Singstimmen mit Instrumenten
  - Beautus vir (Psalm 111) für fünf Singstimmen mit Instrumenten
  - Iste confessor zu vier Singstimmen
  - Magnificat für vier Singstimmen
  - Magnificat für fünf Singstimmen mit Instrumenten
- Carlo Francesco Cesarini
  - Dixit Dominus a 8
  - Litania a 4
  - Magnificat a 4
- Marc-Antoine Charpentier
  - Antiphona in honorem beatae Genovefae voce sola für Sopran und Basso continuo H 29
  - Psalm 99 Jubilate omnis terra H 194
  - Quatuor anni tempestatis für zwei Soprane und Basso continuo H 335 bis H 338
  - Chant joyeux du temps de Pâques ‘O filii et filiae‘ H 339 für sechs Gesangssolisten, Chor zu fünf Stimmen, zwei Diskantviolen und Basso continuo
- John Cutts:
  - Almighty and everlasting God für acht Stimmen
- Stefano Filippini:
  - Salmi concertati op. 11
- Johann Caspar Ferdinand Fischer
  - 3 Introitus, Prag, Kreuzherren-Musikarchiv:
    - Rorate coeli (D moll), SATB, 2 vl., 2 vla.;
    - Rorate coeli (D moll), 4-st.;
    - Rorate coeli (D moll), SATB, Org, 1685.
- Martin Hancke:
  - Fünfzehn Geistliche Lieder
- Johann Magnus Knüpfer:
  - Geistliche Hirten-Freude, Text: Paul Thymich, aufgeführt vom Collegium musicum in Leipzig (Musik verschollen)[84]
- Hieronymus Kradenthaler
  - Heilige Seelen-Lust bestehend in 25 Arien, für Sopran, Tenor, vier Violen und Basso continuo, Nürnberg
  - J.L. Praschens geistlicher Blumenstrauss
- Johann Krieger:
  - Halleluja, lobet den Herrn in seinem Heiligtum, Kantate OCLC 51311215
- Jean-Baptiste Lully – Grand motets
  - Quare fremuerunt LWV 67[Digitalisat 16]
  - Domine salvum fac regem (1685?)
  - Notus in Judea (1685 oder 1686)

- Henry Purcell:

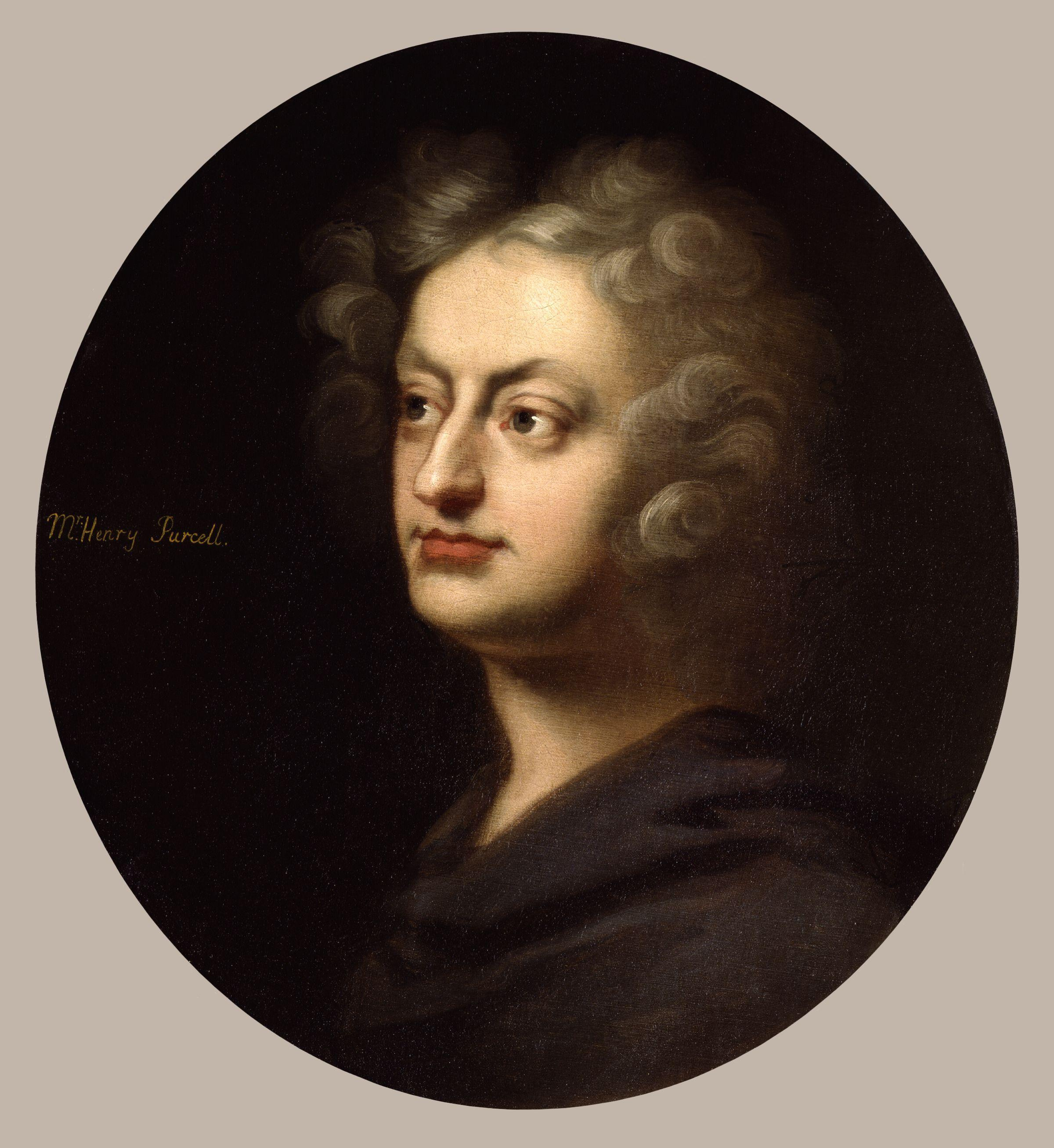
Henry Purcell

  - Why do the heathen, Psalmvertonung OCLC 994133575
  - O Lord, grant the King a long life, Anthem Z 38
  - They that go down to the sea in ships, Anthem Z 57
- Philipp Jakob Rittler:
  - Justus germinabit für Soli, Chor und Orchester
  - Salve Regina für Soli, Chor und Orchester
- Johann Bernhard Staudt:
  - Patientis Christi memoria
  - Gloriosus de tyrannide
- Agostino Steffani:
  - Sacer Ianus quadrifrons, für drei Stimmen und Basso continuo (zwölf Motetten), München 1685[Digitalisat 17]
- Georg Christoph Strattner:
  - Aus der Tiefe
  - 4 Novissima für Gesang, zwei Violinen und Basso continuo, Text: Andreas Gryphius, Frankfurt, verschollen
- Pavel Josef Vejvanovský:
  - Adeste cherubim, venite seraphim, Motette für vier Stimmen, zwei Violinen, zwei Violas und Orgel
  - Cum complesset Salomon, Motette für vier Stimmen, zwei Violinen, zwei Violas und Orgel
  - Estote fortes in bello, Motette für vier Stimmen, zwei Violinen, zwei Violas und Orgel
  - Media nocte clamor, Motette für vier Stimmen, zwei Violinen, zwei Violas und Orgel
  - O rex gloriae, Motette für vier Stimmen, zwei Violinen, zwei Violas und Orgel
  - Quasi sidus lucidissimum, Motette für vier Stimmen, zwei Violinen, zwei Violas und Orgel
  - Usquequo peccatores, Motette für vier Stimmen, zwei Violinen, zwei Violas und Orgel
  - Vide, Domine, afflictionemm Motette für vier Stimmen, zwei Violinen, zwei Violas und Orge

#### Weltlich
- Samuel Akeroyde:
  - Three New Songs für die Komödie Sir Courtley Nice von John Crowne (1641–1712), für eine oder zwei Stimmen und Basso continuo, (John Crowch, John Smith, London) I A dialogue between two Indians, a man and woman. Incipit: Thou lovely Indian! Sea of charms! II A new Scotch song Incipit: Farweel bonny Willy Craig III A new song, to be sung by a fop newly come from France, nach einer französischen Melodie OCLC 43123986
  - Songs zur Komödie Commonwealth of Women von Thomas d’Urfey.[85]

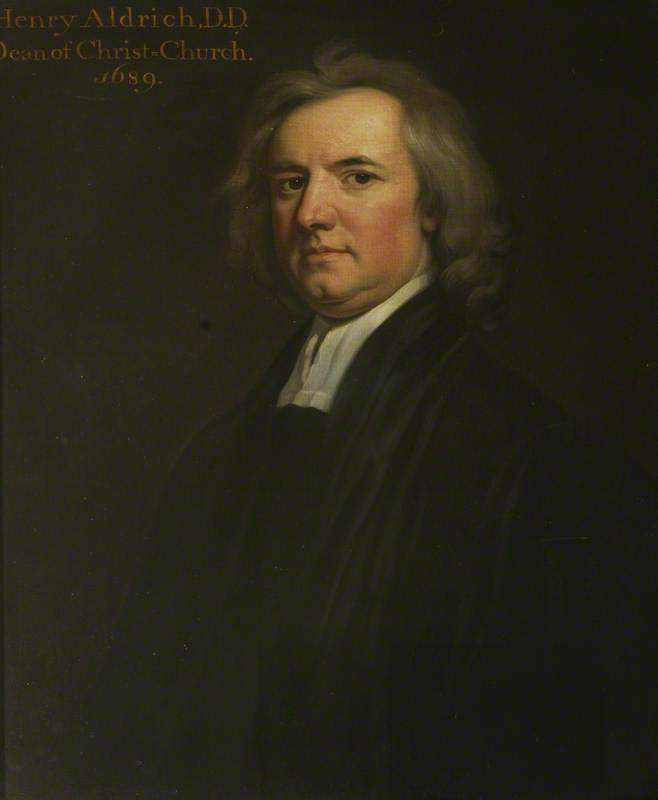
Henry Aldrich

- Henry Aldrich: Good indeed the herb’s good weed, Catch RISM ID: 991012677
- Honoré d' Ambruys – Livre d’airs avec leurs ornemens dans la mesure et les seconds couplets en diminution mesurez sur la basse continue (Pierre Le Monier, Paris) OCLC 716939054
- Cataldo Amodei (1650–1695)
  - Cantate à voce sola, libro primo, op. 2 (Nouello de Bonis, Neapel) OCLC 497233208
- John Blow
  - All my past life, Secular Song
  - If I live to be old, Secular Song
  - Let us drink to the well-wishers, Secular Song für zwei Singstimmen
  - [Whilst] on Septimius’ panting breast, für zwei Soprane, Bass, zwei Violinen und Basso continuo RISM ID: 806042847
- Antoine de Boësset:
  - Second livre d’Airs à quatre & cinq parties, Neuauflage, Christophe Ballard,Paris OCLC 844071403
- Marc-Antoine Charpentier:
  - ‘A ta haute valeur’, Air pour le roi für Sopran und Basso continuo
  - Serenata a 3 voci e sinfonia ‘Sù, sù, sù, non dormite’ H 472
- Antonio Draghi:
  - Il sagrificio d’Amore, Serenata, Text: Nicolò Minato, uraufgeführt am 16. Juli in Wien
  - Le recreazioni di Tempe, Trattenimento musicale, Text: Nicolò Minato, uraufgeführt am 22. Juli in Wien
  - Concerto musicale, Text: Nicolò Minato
- Giovanni Battista Draghi:
  - Songs für A Duke and No Duke von Nahum Tate
- Thomas Farmer:
  - Songs
- Francis Forcer:
  - Songs
- Giovanni Domenico Freschi
  - Il merito felice, dramatische Kantate, Text: Francesco Maria Piccioli, uraufgeführt im August in Piazzola sul Brenta (Musik verschollen)
  - Preludio felice
  - Il ritratto della gloria donata all'eternità, dramatische Kantate, Text: Francesco Maria Piccioli, uraufgeführt im August in Piazzola sul Brenta (Musik verschollen)
  - La schiavitù fortunata di Nettuno, dramatische Kantate, Text: Francesco Maria Piccioli, uraufgeführt im August in Piazzola sul Brenta (Musik verschollen)
  - Il vaticinio della fortuna, dramatische Kantate, Text: Francesco Maria Piccioli, uraufgeführt im August in Piazzola sul Brenta (Musik verschollen)
- Domenico Gabrielli
  - Stanco di piu soffriti, Cantata für Sologesang und Basso continuo, Bologna
- Luis Grabu
  - When Lucinda’s blooming beauty, Song, für Sologesang und Basso continuo, 1685
- William Gregory:
  - Come away, let’s to the maypole go, Song
- Henry Hall:
  - Haste, Charon, Song
- Carlo Francesco Pollarolo – La Rosinda, Wien

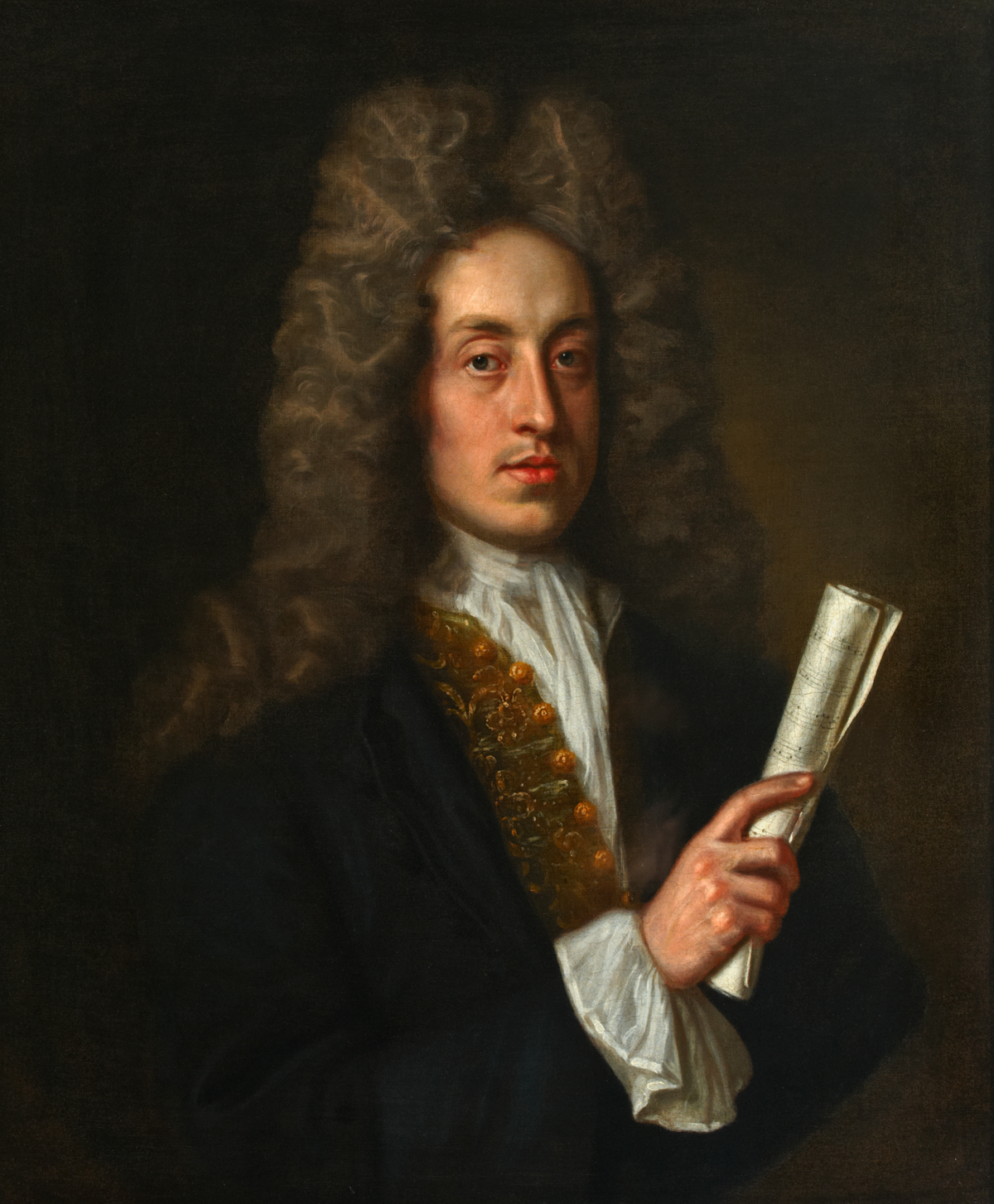
Daniel Purcell

- Daniel Purcell – 18 Songs und Duette
- Pietro Sammartini – Partitura de motetti für Sologesang und Basso continuo op. 1, Florenz
- Alessandro Scarlatti
  - Mal fondati sospetti, Kantate, für Sopran und Basso continuo
- Daniel Speer – Recens Fabricatus Labor, oder Neu-gebachene Taffel-Schnitz, a 7 (n.p., 1685), veröffentlicht unter dem Namen Asne de Rilpe
- William Turner
  - Tune the viol, touch the lute, Ode, komponiert zum St Cecilia’s Day, verschollen
- Michael Wise
  - The cats that at midnight, Catch RISM ID: 806903276

### Sammlungen
- Melpomene coronata da Felsina, Cantate Musicali à voce sola, date in luce da Signori Compositori Bolognesi, dedicate alli molto illustri signori fratelli Giuseppe Maria e Giovanni Battista Carrati. Giacomo Monti, Bologna,1685. Enthält Kompositionen von Pirro Albergati, Giulio Cesare Arresti, Giovanni Paolo Colonna, Annible Fabretti, Domenico Gabrielli, Rinaldo Gherardini, Nicolò Giovanardi, Bartolomeo Monari, Francesco Passarini, Giovanni Battista Sanuti Pellicani, Giacomo Antonio Perti, Giuseppe Felice Tosi (Digitalisat der Königlichen Bibliothek Belgiens) RISM ID: 993122021
- Christophe Ballard:
  - XI. Recueil de Chansonnettes de differents autheurs, à deux et trois parties, Paris OCLC 843290344
  - XXVIII. Livre d’Airs de differents autheurs, à deux et trois parties, Paris OCLC 843301500

- John Playford:

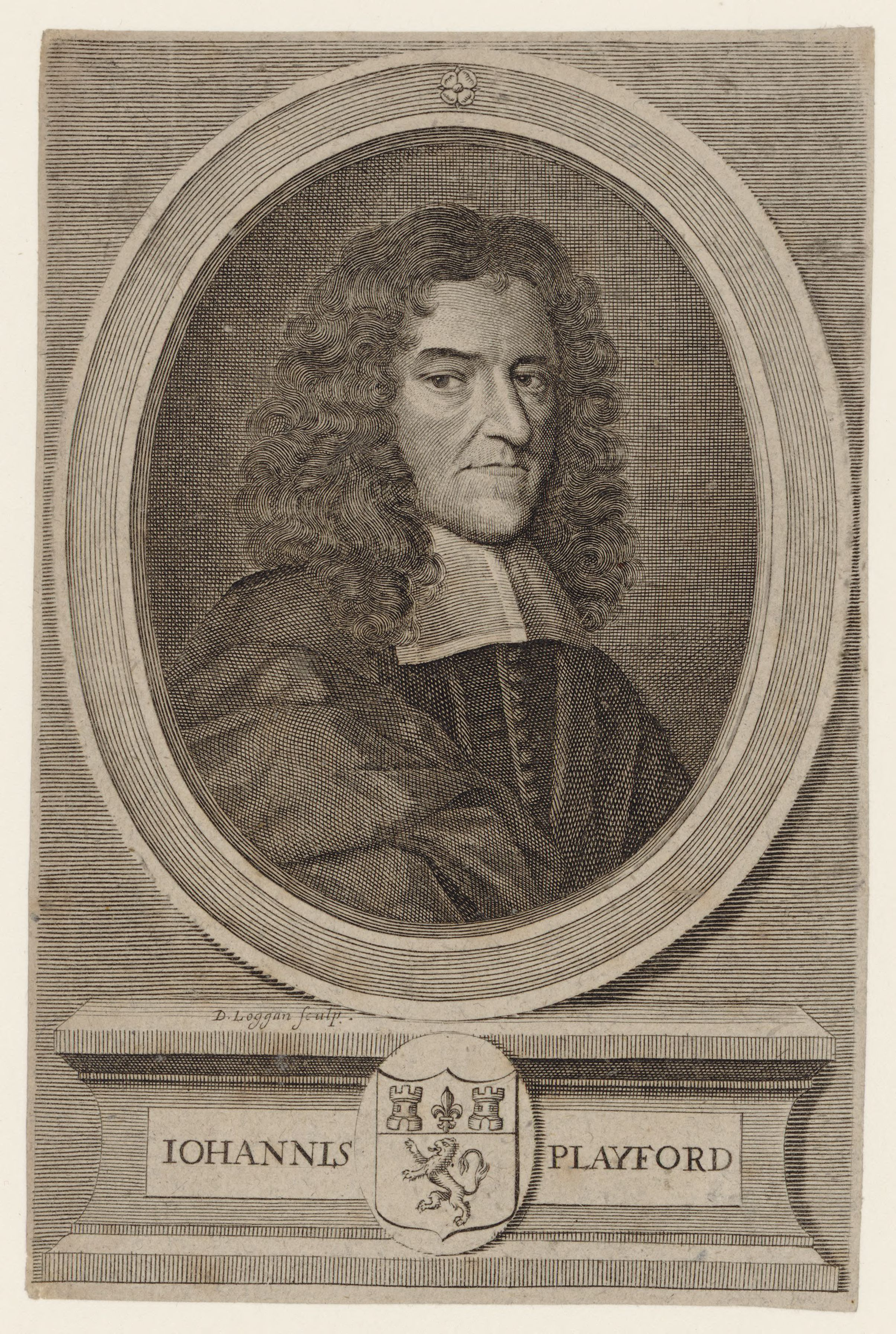
John Playford

  - Catch that catch can, or the second Part of the „Musical Companion“, being a Collection of new catches, Songs and glees, never printed before, London Printed by J. P. for John Playford, at his Shop near the Temple Church, 1685. Enthält Kompositionen von Henry Aldrich, John Blow, Francis Forcer, E. Frost, John Hilton, Simon Ives, John Jackson, William Lawes, John Lenton, Matthew Locke, John Moss, William Pysing, John Playford, Henry Purcell, John Reading, John Roffey, Robert Smith, Thomas Tudway, William Turner und Michael Wise RISM ID: 993122026
  - The Theater of Music or, a Choice Selection of the newest and best Songs, Sung at the Court, and Public Theaters. The words composed by the most ingenius Wits of the Age, and set ti Music by the greatest Masters in that Science with a Theorbo-Bass to each song for the Theorbo or Bass-Viol also Symphonies and Retornels in 3 Parts to several of them for the Violins and Flutes.
    - The first book. Printed by J. Playford for Henry Playford and R. C. and are to be sold near the Temple Church, and at the Middle Temple Gate. London, 1685. Enthält Kompositionen von Samuel Akeroyde, John Baptist, John Blow, Alexander Damascene, Thomas Farmer, Luis Grabu, William Gregory, James Hart, Robert King, John Lenton, Henry Pack, Henry Purcell, Pietro Reggio, John Roffey, Moses Snow, Charles Taylour und William Turner (Digitalisat beim IMSLP)
    - The second book. Printed by J. Playford for Henry Playford and R. C. and sold by Henry Playford near the Temple Church, and John Carr at the Middle Temple Gate. 1685. London. Enthält Kompositionen von Samuel Akeroyde, John Baptist, John Blow, Alexander Damascene, Thomas Farmer, Francis Forcer, John Goodwin, Henry Hall, Robert King, Henry Pack, Henry Purcell, John Roffey, Thomas Tedway und David Underwood (Digitalisat beim IMSLP)
- Nathaniel Thompson:
  - A choice collection of 180 loyal songs, London OCLC 220193642

### Musiktheoretische Werke
- Leonardo Cozzando:
  - Della libraria bresciana, Brescia (enthält viele Anmerkungen zu Autoren und Komponisten des 16. und 17. Jahrhunderts)
- Thomas Farmer:
  - A Consort of Music OCLC 933193423 veröffentlicht von John Playford
- Claude Lancelot:
  - L’Art de Chanter ou Metode Facile pour apprendre en fort peu de temps les vrays principes du Plein-Chant & de la Musique, & pour les mettre surement en pratique. André Pralard, Paris 1685. (heute: plain-chant = Gregorianischer Choral)[Digitalisat 18]

- Antimo Liberati:
  - Lettera
- André Lorin:

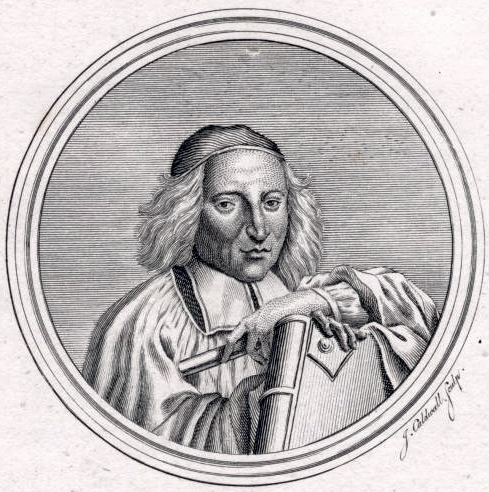
Antimo Liberati

  - Livre de contredance presenté au Roi[Digitalisat 19]
- Étienne Loulié:
  - Méthode pour apprendre à jouer de la flûte douce
- Wolfgang Michael Mylius:
  - Rudimenta musices, das ist: eine kurtze und grundrichtige Anweisung zur Singe-Kunst, wie solche denen Knaben so wohl in Schulen, als in der Privat-Information wohl und richtig beyzubringen in welcher auch alle weitläufftige und zu solcher Unterrichtung unnöthige Regeln ausgelassen, das Nützlichste und Nothwendigste aber mit Fleiss angeführet und mit kurzen Exempeln der lieben Jugend zum Besten deutlich erkläret worden […] An Tag gegeben von W. M. M. M. T. C. M. G. Gotha, 1685[Digitalisat 20]
- Manuel Nunes da Silva († 1704):
  - Arte minima, que com semibreve prolaçam tratta em tempo breve, os modos de maxima, & longa sciencia da musica (Lissabon)[Digitalisat 21]
- Caspar Ziegler:
  - Von den Madrigalen, Leipzig 1653, Wittenberg 1685[Digitalisat 22]

### Instrumentenbau

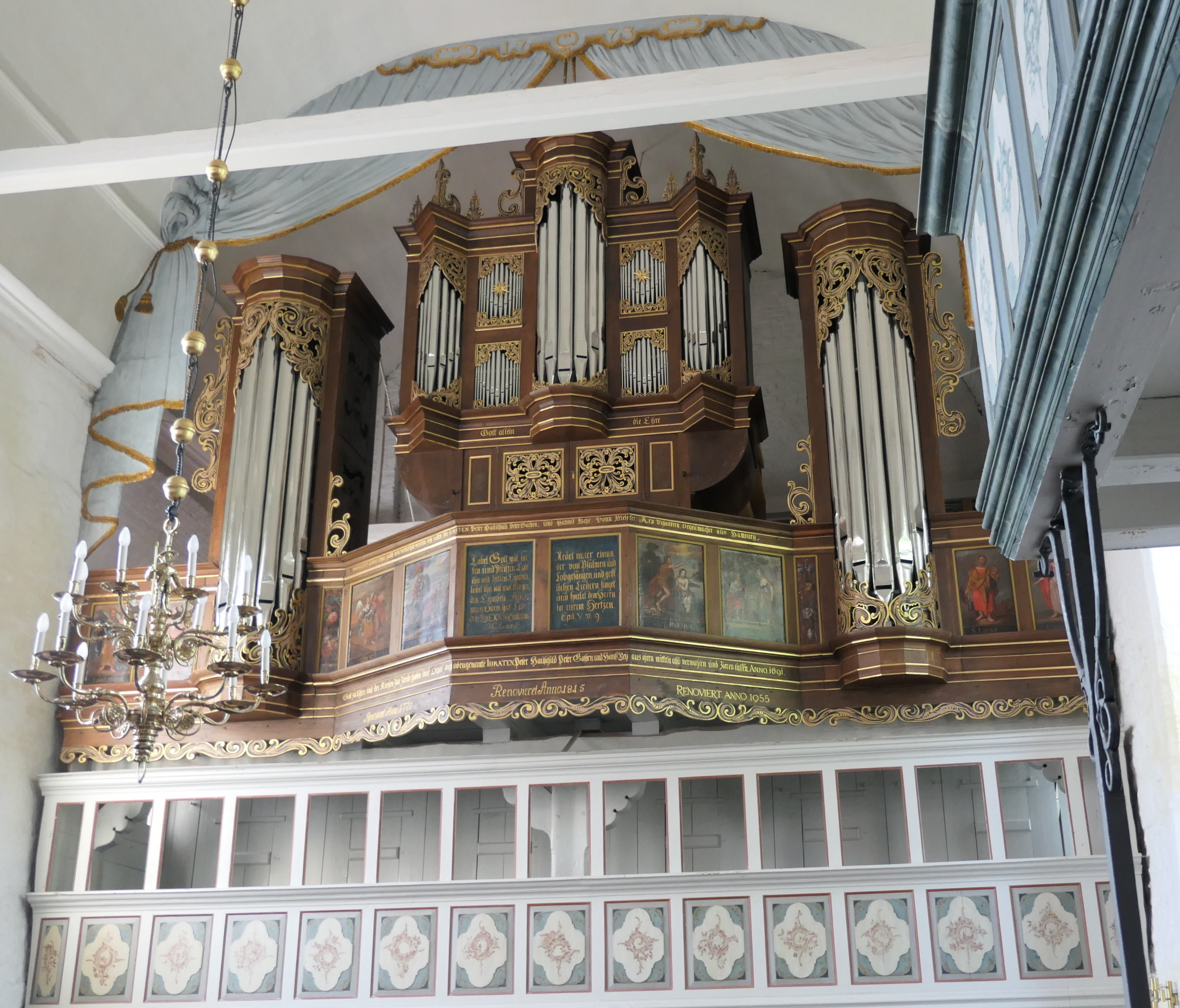
Orgel von St. Martini et Nicolai in Steinkirchen

#### Orgelbau
- Der Orgelbauer Jacob Butz erbaut eine Orgel in der Stiftskirche St. Peter und Johannes der Täufer in Berchtesgaden.[86]
- Der deutsche Orgelbauer Christoph Dressel († 1686) erbaut die Orgel der Johanniskirche in Zittau.[87]
- Leopold Freundt beginnt mit dem Bau der Orgeln des Stifts Seitenstetten und des Doms St. Stephan in Passau.[88] Weiter ersetzt er die Orgel im Stift Kremsmünster durch ein neues Instrument.[89]
- Der englische Orgelbauer Renatus Harris (um 1652–1724) baut die erste Orgel in der Bristol Cathedral.[90] Weiter baut er die Orgel in St Lawrence Jewry in London.[91]
- Clement und Germain Lefèvre beginnen den Bau einer Orgel in der Kirche Saint-Herbland in Rouen.[92]
- Antoine Le Picard erbaut die Orgel in der Basilika Saint-Hubert.[93]
- Der deutsche Orgelbauer Arp Schnitger beginnt mit dem Bau der Orgel von St. Martini et Nicolai in Steinkirchen.[94]

## Geboren

### Geburtsdatum gesichert
- 01. Januar (getauft): Thomas Barton, englischer Spinett- und Cembalobauer († um 1735)
- 09. Januar: Leonhard Maussiell, deutscher Geigenbauer († 1760)
- 09. Januar: Anna Elisabeth Behaim, deutsche Dichterin geistlicher Lieder († 1716)
- 10. Februar: Aaron Hill, englischer Dramatiker und Theatermanager († 1750)

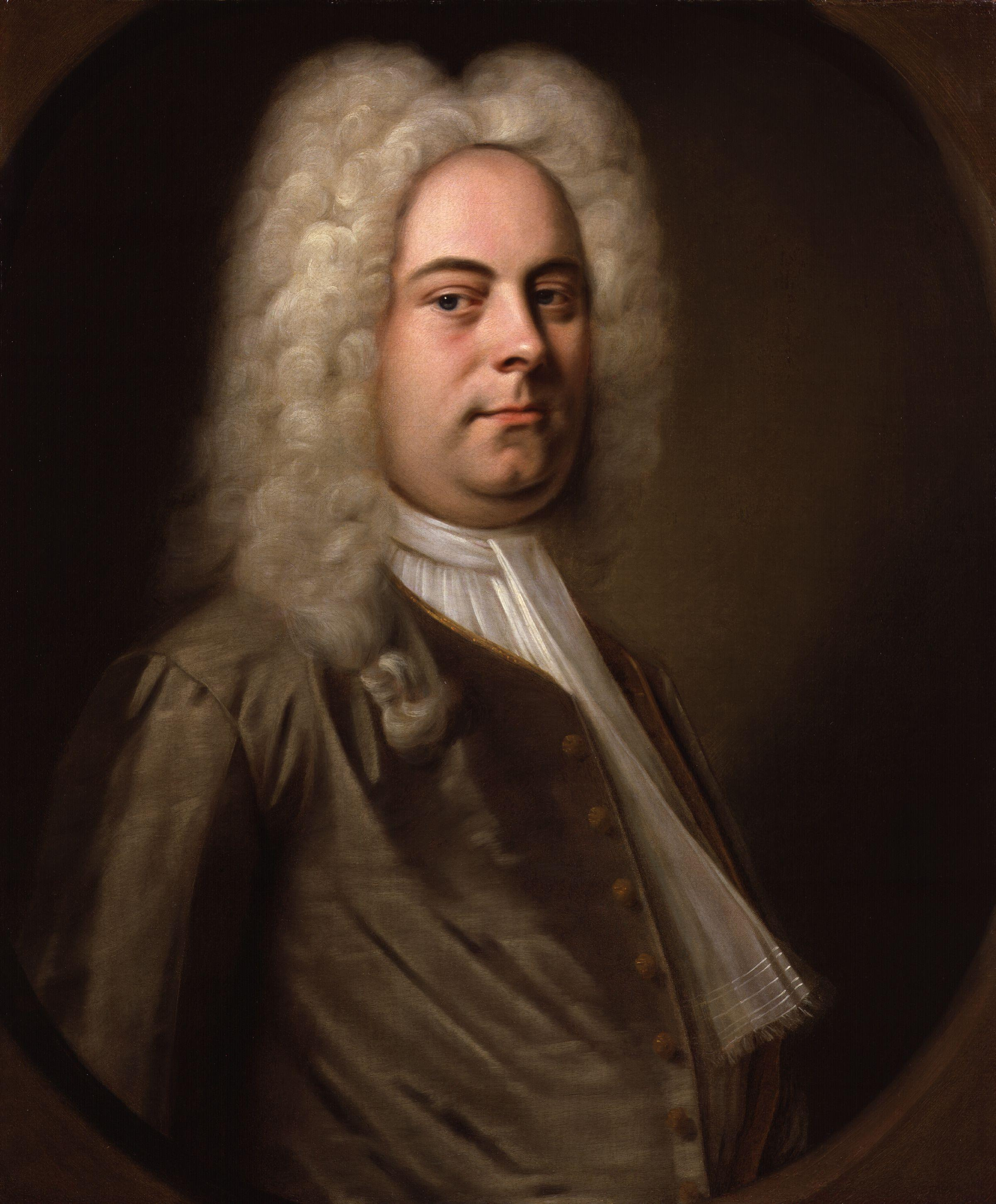
Georg Friedrich Händel; * 5. März

- 05. März: Georg Friedrich Händel, deutscher Komponist († 1759)
- 13. März: Johann Paul Schiffelholz, deutscher Chordirektor und Komponist († 1758)

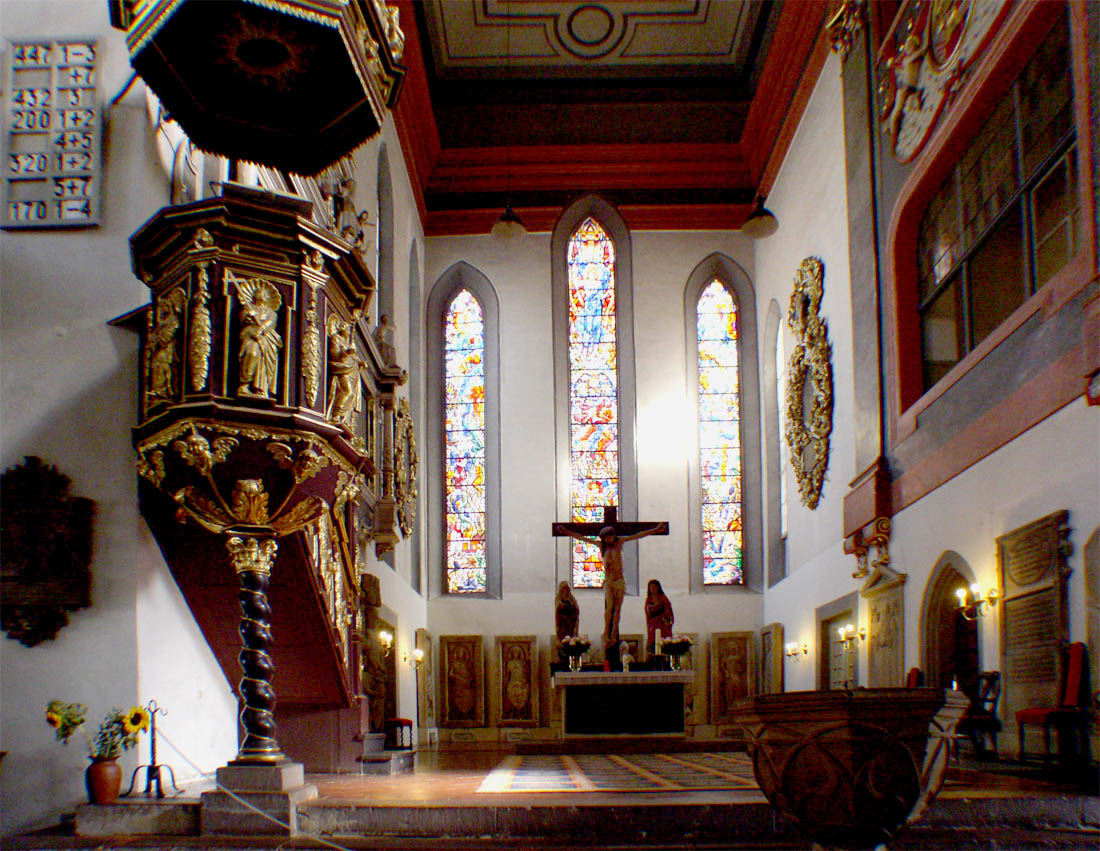
Inneres der Georgenkirche in Eisenach mit dem Taufbecken, in dem Bach getauft wurde

- 31. März: Johann Sebastian Bach, deutscher Komponist († 1750)
- 11. Mai (getauft): Gottlieb Nittauf, schwedischer Organist und Komponist († 1722)
- 21. Juni: Antonio Bernacchi, italienischer Kastrat, Gesangslehrer und Komponist († 1756)
- 29. Juni: Johann Gottfried Krause, deutscher Theologe und Kirchenlieddichter († 1746)
- 30. Juni: John Gay, englischer Schriftsteller, Verfasser des Textbuchs von The Beggar’s Opera († 1732)
- 00. Juni: Giambattista Crosato, italienischer Maler und Bühnenbildner († 1758)
- 07. Juli (getauft): Jaques Loeillet, Oboist und Komponist († 1748)
- 01. August (getauft): Johann Michael Bach, deutscher Orgelbauer († unbekannt)
- 01. August: Pietro Giuseppe Sandoni, italienischer Komponist, Cembalist und Organist († 1748)
- 17. August (getauft): Johann Christoph Bach, deutscher Organist († 1740)
- 18. August: Brook Taylor, englischer Mathematiker und Amateurmusiker († 1731)
- 28. August: Johann Muthmann, deutscher lutherischer Theologe, Geistlicher und Kirchenlieddichter († 1747)
- 15. September: Gottfried Kirchhoff, deutscher Organist und Komponist († 1746)
- 20. September: Giuseppe Matteo Alberti, italienischer Komponist und Violinist († 1751)
- 27. September: Ephraim Oloff, deutscher lutherischer Pfarrer, Bibliograph und Hymnologe († 1735)
- 30. September: Gunther Wenzel Jakob, böhmischer Benediktiner und Komponist († 1734)
- 01. Oktober: Karl VI. (HRR), Kaiser des Heiligen Römischen Reiches deutscher Nation, Musikmäzen und Komponist († 1740)
- 17. Oktober: Christian Schmidt, deutscher Orgelbauer († vor 1757)
- 24. Oktober: Giuseppe Gonelli, italienischer Komponist und Organist († 1754)

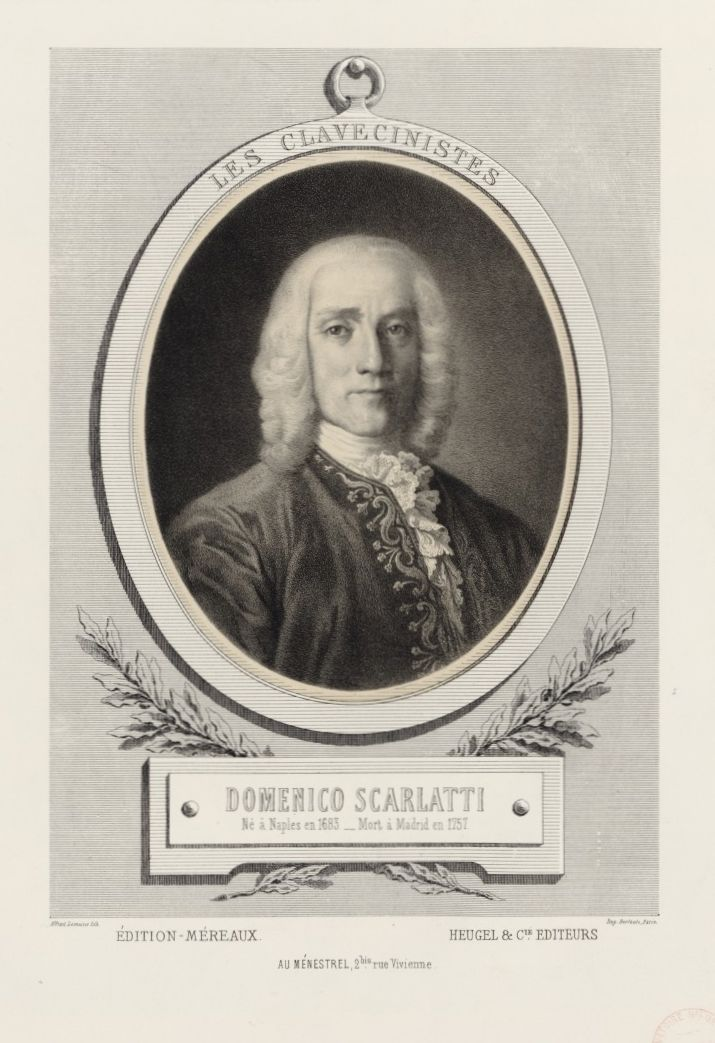
Domenico Scarlatti; * 26. Oktober

- 26. Oktober: Domenico Scarlatti, italienischer Komponist († 1757)
- 30. Oktober: Gottlob Adolph, deutscher Kirchenlieddichter († 1745)
- 03. Dezember: Henri-Guillaume Hamal, flämischer Komponist († 1752)
- 12. Dezember: Lodovico Giustini, italienischer Komponist und Organist († 1743)
- 22. Dezember: Lorenzo Guadagnini, italienischer Geigenbauer († 1746)
- 25. Dezember: Alexander Malcolm, schottischer Musiktheoretiker und Lehrer († 1763)

### Geboren um 1685
- Ebu Bekir Aga, osmanischer Komponist († 1759)
- Thomas Barton, englischer Virginal-, Spinett- und Cembalobauer († vor 1736)
- Johann Michael Böhm, deutscher Konzertmeister († um 1753)
- Şeyhülislam Esad Efendi, osmanischer Kleriker, Dichter, Lexikograph und Autor eines biographischen Wörterbuchs bekannter Musiker († 1753)
- Georg Gebel der Ältere, deutscher Organist und Komponist († 1750)
- Carmine Giordani, italienischer Komponist († vor 1758)
- Rudolf Grip, Stadtmusikant in Bergen († 1716)
- Thomas Hitchcock der Jüngere, englischer Spinett- und Cembalobauer († nach 1733)
- Johann Jakob Kress, deutscher Komponist, Violinist und Konzertmeister († 1728)
- Roland Marais, französischer Gambist und Komponist († um 1750)
- Harry Needler, englischer Amateurviolinist und Musikkopist († um 1760)
- Johann Georg Neidhart, preußischer Organist, Komponist und Musiktheoretiker († 1739)
- Efraim Olof, polnischer Theologe und Musiker († 1735)
- Joseph Michel Rauch, Straßburger Komponist und Organist und Kapellmeister im Straßburger Münster († 1738)
- John Reading, englischer Komponist und Organist († 1764)
- Joseph Franz Reinhardt, deutscher Geiger († 1727)
- Domènec Teixidor, katalanischer Organist, Kapellmeister und Komponist († 1737)
- Johann Hiob Thielo, deutscher Organist († 1735)

## Gestorben

### Todesdatum gesichert
- 03. Januar: John Withy, englischer Kathedralsänger, Komponist und Violist (* um 1600)
- 06. Januar: Malachias Siebenhaar, deutscher Komponist (* 1616)
- 13. Januar: Daniello Bartoli, italienischer Gelehrter, Autor der Abhandlung über Akustik Del suono, de’ tremori armonici e dell’udito von 1679 (* 1608)
- 26. Januar: Johann Michael Nicolai, deutscher Violonist und Komponist (* 1629)
- 09. Februar: Pierre Bourdelot, französischer Arzt, Musikliebhaber und -sammler (* 1610)
- 25. Februar: Maciej Łukaszewicz, polnischer Komponist und Sänger (* vor 1650)
- 02. März: Andreas Schneider, deutscher Orgelbauer (* 1646 oder 1647)

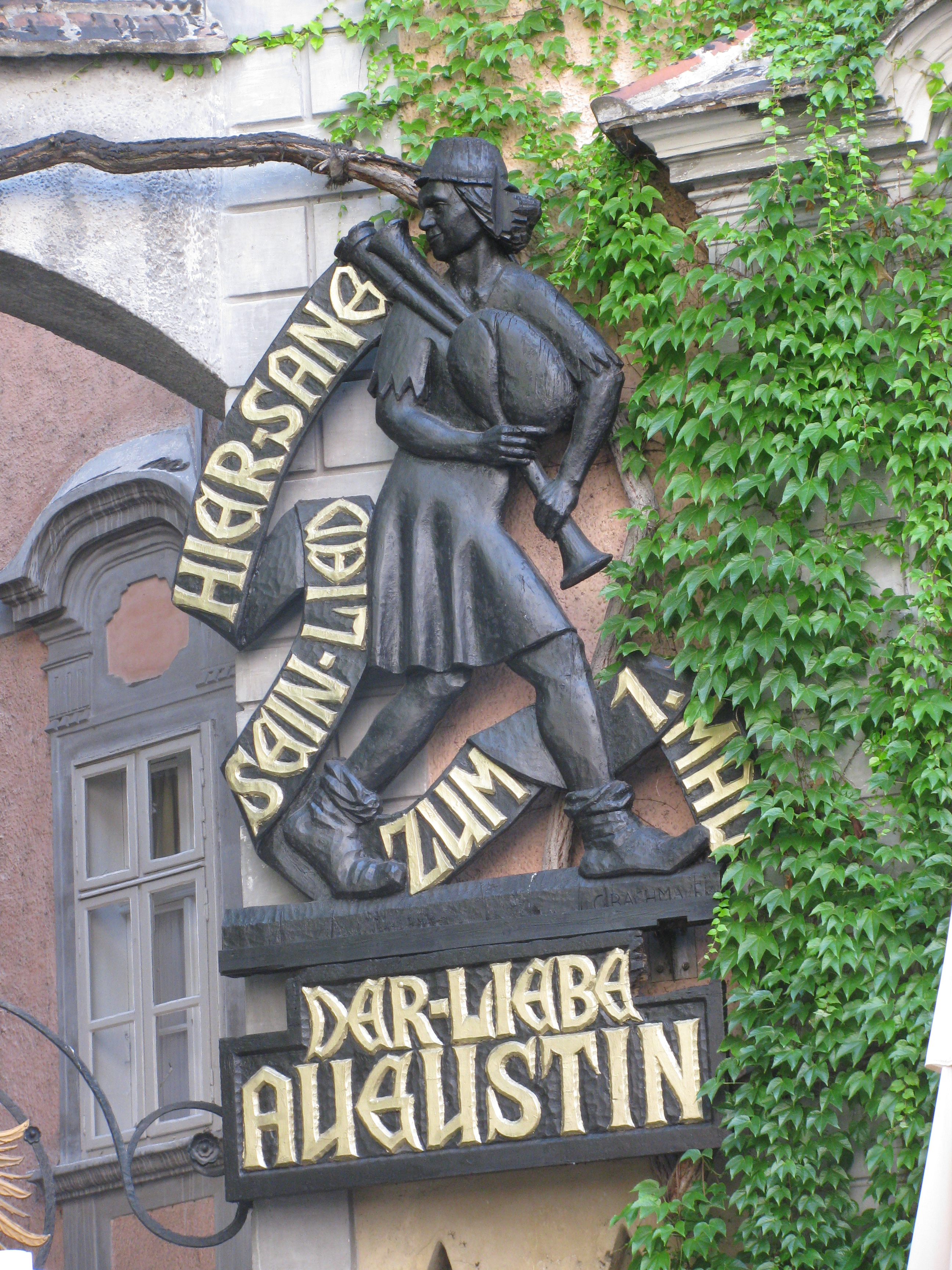
Erinnerung an „den lieben Augustin“; † 11. März

- 11. März: Marx Augustin, Bänkelsänger, Sackpfeifer und Stegreifdichter (* 1643)
- 31. März: Juan Hidalgo de Polanco, spanischer Komponist und Harfenist (* 1614)
- 17. April: Thomas Jordan, englischer Dichter, Dramatiker und Schauspieler (* um 1614)
- 20. April: Abū Zayd al-Fāsī, arabischer Musiktheoretiker (* 1631)

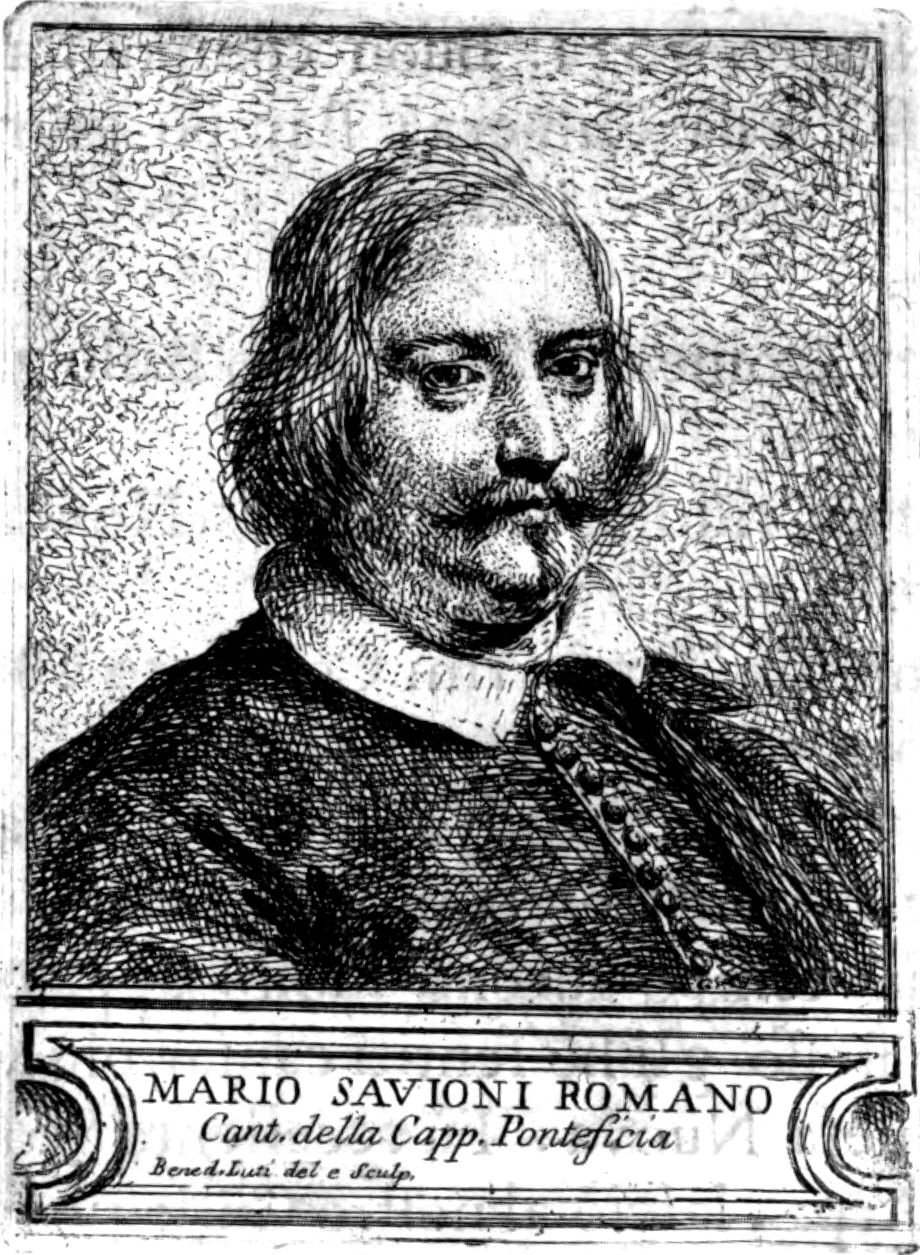
Mario Savioni; † 22. April

- 22. April: Mario Savioni, italienischer Sänger, Kapellmeister und Komponist (* um 1608)
- 23. April: Natale Monferrato, italienischer Organist und Komponist (* um 1603)
- 12. Juni: Yatuhashi Kengyō, japanischer Komponist und Instrumentalist (* um 1614)
- 30. Juni: Christoph Arnold, deutscher evangelischer Theologe, Kirchenlieddichter und Dichter (* 1627)
- 04. oder 5. Juli: George Jeffreys, englischer Komponist, Musikkopist und Organist († um 1610)
- 06. Juli: André da Costa, portugiesischer Komponist und Harfenist (* vor 1640)
- 23. Juli: Pietro Reggio, italienischer Sänger, Lautenist, Gitarrist und Komponist (* 1632)
- 05. September: Francis North, 1. Baron Guilford, englischer Rechtsanwalt, Amateurmusiker und Philosoph (* 1637)
- 13. September: Nicolò Stamegna, italienischer Komponist (* 1615)
- 22. September: Ignazio Albertini, italienischer Komponist und Violinist (* 1644)
- 03. Oktober: Fidel Molitor, Schweizer Komponist (* 1627)
- 21. November: Johann Nenning, Spiridion (Spiridio), Pater a Monte Carmelo, deutscher Komponist, Organist und Musikpädagoge (* 1615)
- 23. November: Kaspar Friedrich Nachtenhöfer, evangelischer Pfarrer und Kirchenlieddichter (* 1624)
- 19. Dezember: Carlo Fedeli, italienischer Komponist (* um 1622)
- 25. Dezember: Jean-Baptiste de Boësset, französischer Komponist (* 1614)

### Genaues Todesdatum unbekannt
- William Baker, englischer Geigenbauer (* unbekannt)
- Dionisio Bellante, italienischer Komponist und Geiger (* 1610)
- George Dallam, englischer Orgelbauer (* vor 1650)
- Jean Denis, französischer Organist und Orgelbauer (* 1630)
- Jacques Duponchel, flämischer Komponist und Organist (* vor 1650)
- Germanos von Neopatras, griechischer Komponist, Kantor und Hymnograph (* um 1625)
- Garolf (auch Garlef) Grip, Stadtmusikant in Bergen (* 1661)
- Simon Gutowski, polnischer Orgelbauer und Komponist (* 1627)
- Johann Caspar Horn, österreichischer Arzt und Amateurkomponist (* um 1630)
- Peter Mohrhardt, norddeutscher Komponist und Organist (* unbekannt)
- Andreas Schneider, deutscher Orgelbauer (* 1646 oder 1647)
- Esther Elizabeth Velkiers, Schweizer Komponistin (* um 1640)

## Digitalisate
1. ↑  Charpentier: Les arts florissants, H.487 als Digitalisat beim IMSLP
2. ↑  Charpentier: La couronne de fleurs, H.486 als Digitalisat beim IMSLP
3. ↑  Lully: Roland, Partitur, 1685, Christophe Ballard. (PDF) als Digitalisat beim International Music Score Library Project
4. ↑  Lully: Idylle sur le Paix, LWV 68 als Digitalisat beim IMSLP
5. ↑  Blow: Let Thy Hand be Strengthened als Digitalisat beim IMSLP
6. ↑  Purcell: I was Glad when They Said unto Me, Z.19 als Digitalisat beim IMSLP
7. ↑  Bononcini: 12 Sinfonie, Op.3 als Digitalisat beim IMSLP
8. ↑  Corelli: 12 Triosonaten op. 2 als Digitalisate beim ISMLP
9. ↑  Franchi: La Cetra sonora, Op.1 als Digitalisat beim IMSLP
10. ↑  De Machy: Pieces de Violle, 1685 als Digitalisat beim IMSLP
11. ↑  Matteis: Ayres for the Violin als Digitalisat beim IMSLP
12. ↑  Werke Pezels als Digitalisate beim IMSLP
13. ↑  Vitali: Varie Sonate alla Francese, & all'Itagliana à sei Stromenti, Op.11 als Digitalisat beim IMSLP
14. ↑  Gigault: Livre de musique pour l’orgue als Digitalisat beim IMSLP
15. ↑  Lebègue:Livre d’orgue No.3 als Digitalisat beim IMSLP
16. ↑  Lully: Quare fremuerunt LWV 67 als Digitalisat beim IMSLP
17. ↑  Steffani: Sacer Janus quadrifrons tribus vocibus, 1685 als Digitalisat beim IMSLP
18. ↑  Lancelot: L’Art de Chanter als Digitalisat bei Gallica
19. ↑  Lorin: Livre de contredance. als Digitalisat bei Gallica
20. ↑  Mylius: Rudimenta musices, 1685 als Digitalisat beim IMSLP
21. ↑  Nunes: Arte minima als Digitalisat beim IMSLP
22. ↑  Von den Madrigalen. als Digitalisat in der Universitäts- und Landesbibliothek Sachsen-Anhalt